# Список глав государств в 1853 году
| 1852 ← Список глав государств по годам → 1854 |

## Азия
- Абхазское княжество — Михаил (Хамуд-бей), князь[англ.] (1822—1864)
- Абу-Даби — Саид ибн Тахнун аль-Нахайян, шейх[англ.] (1845—1855)
- Афганистан (эмират) — Дост Мухаммед, эмир[англ.] (1823—1839, 1842—1863)
- Бахрейн — Мухаммед ибн Халифа Аль Халифа, хаким (1834—1842, 1843—1868)
- Бруней — Абдул Момин, султан (1852—1885)
- Бутан — Дамче Лхундап, друк дези (1852—1856)
- Великих Моголов империя — Бахадур Шах II, падишах (1837—1857)
- Вьетнам — Нгуен Зык-тонг, император (1847—1883)
- Гератское ханство — Саид Мухаммед, хан (1851—1856)
- Дубай — Саид ибн Бути, шейх[англ.] (1852—1859)
- Индия —
  - Аджайгарх — 
    - Махипат Сингх, раджа (1849—1853)
    - Биджал Сингх, раджа (1853—1855)

  - Алвар — Бан Сингх Прабхакар, раджа (1815—1857)
  - Алираджпур — Джашвант Сингх, рана (1818—1862)
  - Амбер (Джайпур) — Рам Сингх II, Махараджа савай (1835—1880)
  - Аркот (Карнатака) — Гулам Мухаммад Гхаус-Хан, наваб (1825—1855)
  - Баони — Мухаммад Хусейн, наваб (1838—1859)
  - Бансвара — Лакшман Сингх, раджа (1844—1905)
  - Барвани — Джашвант Сингх, рана (1839—1861, 1873—1880)
  - Барода — Ганпат Гаеквад, махараджа (1847—1856)
  - Башахра[англ.] — Шамшер Сингх, рана[кат.] (1850—1887, 1898—1914)
  - Бенарес — Ишвари Прасад Нарайян Сингх, раджа (1835—1889)
  - Биджавар — Бхам Пратап Сингх, раджа (1847—1877)
  - Биканер — Сардар Сингх, махараджа (1851—1872)
  - Биласпур (Калур) — Хира Чанд, раджа (1850—1883)
  - Бунди — Рам Сингх, махарао раджа (1821—1889)
  - Бхавнагар — Ахераджи III Бхавсинхджи, такур сахиб (1852—1854)
  - Бхаратпур — 
    - Балвант Сингх, махараджа (1826—1853)
    - Джашвант Сингх, махараджа (1853—1893)

  - Бхопал — Шах Джахан Бегум, наваб (1844—1860, 1868—1901)
  - Ванканер — Вахатсинхжи Чандрасинхжи, махарана радж сахиб (1839—1860)
  - Гангпур[англ.] — Чандрабхану Шехар Део, Раджа[англ.] (1852—1858)
  - Гархвал — Сударшан Шах, махараджа (1824—1859)
  - Гвалиор — Джаяджирао Шинде, махараджа (1843—1886)
  - Гондал — Саграмджи II Деваджи, тхакур (1851—1866)
  - Даспалла[англ.] — Мадхусудан Део Бханж, раджа[англ.] (1845—1861)
  - Датия — Биджай Сингх Бахадур, раджа (1839—1857)
  - Девас младшее[англ.] — Хаибат Рао, раджа[англ.] (1840—1864)
  - Девас старшее[англ.] — Рукмангад Тукоджи Рао, раджа[англ.] (1827—1860)
  - Джанджира — Ибрагим Хан III, наваб (1848—1879)
  - Джайсалмер — Ранджит Сингх, махаравал (1846—1864)
  - Джалавад (Дрангадхра) — Ранмалсинхжи Амарсинхжи, сахиб (1843—1869)
  - Джамму и Кашмир — Гулаб Сингх, махараджа (1846—1856)
  - Джаора — Гхаус Мухаммад Хан, наваб (1825—1865)
  - Дженкантал[англ.] — Бхагиратха, Махараджа[англ.] (1830—1873)
  - Джинд — Саруп Сингх, раджа (1837—1864)
  - Джхабуа — Гопал Сингх, раджа (1841—1895)
  - Джунагадх — Мохаммад Махабат Ханджи II, наваб (1851—1882)
  - Джхалавар — Притхви Сингх, махараджа рана (1845—1875)
  - Дхар — Джешвант Радж II Павар, раджа (1834—1857)
  - Дхолпур — Бхагвант Сингх, махараджа рана (1836—1873)
  - Дунгарпур — Удай Сингх II, Махараджа (1844—1898)
  - Идар — Шри Сир Джаван Сингх, махараджа (1833—1868)
  - Индаур — Тукоджи Рао II Холкар XI, махараджа (1844—1886)
  - Камбей — Хусейн Явар Хан I, наваб (1841—1880)
  - Капуртхала — Рандхир Сингх, раджа (1852—1861)
  - Караули — Бхарат Пал, махараджа (1852—1854)
  - Кач — Дешалджи II, раджа (1819—1860)
  - Кишангарх — Притхви Сингх, махараджа (1840—1879)
  - Колхапур — Шиваджи IV, раджа (1838—1866)
  - Кота — Рам Сингх II, махарао (1828—1866)
  - Кочин — 
    - Керала Варма IV, махараджа (1851—1853)
    - Рави Варма IV, махараджа (1853—1864)

  - Куч-Бихар — Нарендра Нарайян, раджа (1847—1863)
  - Лохару — Аминуддин Ахмад Хан, наваб (1835—1869)
  - Лунавада[англ.] — Далил Сингх, рана[англ.] (1852—1867)
  - Майсур — Кришнараджа Водеяр III, султан (1799—1868)
  - Малеркотла — Махбуб Али Хан, наваб (1846—1857)
  - Манди — Биджай Сен, раджа (1851—1902)
  - Манипур — Чандракирти Сингх, раджа[англ.] (1850—1886)
  - Марвар (Джодхпур) — Тахт Сингх, махараджа (1843—1873)
  - Мевар (Удайпур) — Сваруп Сингх, махарана (1842—1861)
  - Морви — Раваджи II Притхираджи, тхакур-сахиб (1846—1870)
  - Мудхол — Вьянкатрао I, раджа (1818—1854)
  - Набха — Бхарпур Сингх,  махараджа (1846—1863)
  - Наванагар — Вибхаджи II Ранмалджи, джам сахеб (1852—1877)
  - Нагпур — 
    - Рагходжи III, махараджа (1818—1853)
    - в 1853 году упразднено, территория включена в состав владений Британской Ост-Индской компании

  - Нарсингхгарх — Ханвант Сингжи, раджа (1827—1873)
  - Орчха — Хамир Сингх, раджа (1848—1865)
  - Паланпур — Фатех Мохаммад Хан, диван (1812—1813, 1813—1854)
  - Панна — Нирпат Сингх, раджа (1849—1869)
  - Патиала — Нарендра Сингх, махараджа (1845—1862)
  - Порбандар — Викрамаджи Химоджираджи, рана (1831—1900)
  - Пратабгарх — Далпат Сингх, махарават (1844—1864)
  - Пудуккоттай — Рамачандра Тондемен, раджа (1839—1886)
  - Раджгарх — Моти Сингх, рават (1831—1880)
  - Раджпипла — Верисалжи II, махарана (1821—1860)
  - Радханпур — Мухаммад Джоравар Шир Хан, наваб (1825—1874)
  - Рампур — Мухаммад Саид Хан, наваб (1840—1855)
  - Ратлам — Балвант Сингх, раджа (1824—1857)
  - Рева — Вишванат Сингх, раджа (1835—1854)
  - Савантвади — Кхем Савант Бхонсле IV, раджа (1812—1867)
  - Саилана — Дулех Сингх, раджа (1850—1895)
  - Самтхар — Хиндупат Сигнх, раджа (1827—1864)
  - Сангли — Дхунди Рао Чинтаман Рао, рао (1851—1901)
  - Сирмур — Рагхбир Пракаш, махараджа (1850—1856)
  - Сирохи — Шео Сингх, раджа (1847—1862)
  - Ситамау — Раж Рам Сингх I, раджа (1802—1867)
  - Сонепур — Ниладхар Сингх Део, раджа (1841—1891)
  - Сукет — Угар Сен II, раджа (1838—1876)
  - Танджавур — Шиваджи, раджа (1832—1855)
  - Тонк — Мухаммад Вазир Хан, наваб (1834—1864)
  - Траванкор — Утхрадом Тхирунал Мартханда Варма II, махарани (1846—1860)
  - Трипура — Ишан Чандра Маникья, раджа (1849—1862)
  - Фаридкот — Вазир Сингх, махараджа (1849—1874)
  - Хайдарабад — Асаф Джах IV, низам (1829—1857)
  - Хиндол[англ.] — Ишвар Сингх, раджа[англ.] (1841—1874)
  - Чамба — Шри Сингх, раджа (1844—1870)
  - Чаркхари — Ратан Сингх, раджа (1829—1860)
  - Чхатарпур — Пратап Сингх, раджа (1816—1854)
  - Шахпура — 
    - Джагат Сингх, раджа (1845—1853)
    - Лакшман Сингх, раджа (1853—1869)
- Индонезия —
  - Аче — Алауддин Сулейман Али Искандер, султан (1838—1857)
  - Бачан — Мухаммад Гаятуддин Корнабе, султан[англ.] (1826—1861)
  - Дели — Осман Перкаша Алам Шах, туанку (1850—1858)
  - Джокьякарта — Хаменгкубувоно V, султан (1823—1826, 1828—1855)
  - Ланфан[англ.] — Лю Ашэн, президент[англ.] (1848—1876)
  - Мангкунегаран — 
    - Мангкунегара III, султан (1835—1853)
    - Мангкунегара IV, султан (1853—1881)

  - Понтианак — Осман Алькадри, султан (1819—1855)
  - Саравак — Джеймс Брук, раджа (1841—1868)
  - Сиак — Аль-Саид аль-Шариф Исмаил Абдул Джалил Зияифуддин, Султан (1827—1864)
  - Сулу — Мохаммад Пулалун Кирам, султан[англ.] (1844—1862)
  - Суракарта — Пакубовоно VII, сусухунан (1830—1858)
  - Тернате — Мухаммад Зайн, султан (1823—1859)
  - Тидоре — Аль-Мансур Сираджуддин, султан[англ.] (1822—1856)
- Иран  — Насер ад-Дин, шах (1848—1896)
- Йемен —
  - Акраби — Хайдара ибн Аль-Махди аль-Акраби, шейх (1833—1858)
  - Аудхали — Ахмад ибн Салих, |султан (ок. 1820—1870)
  - Верхняя Яфа — Абдаллах бин Насир бин Салих аль-Хархара, султан (ок. 1840—1866)
  - Катири — Галиб ибн Мухсин аль-Катир, султан (1830—1880)
  - Лахедж — Али I ибн Мухсин, султан (1849—1863)
  - Мафлахи — Аль-Касим аль-Саккаф, шейх (1850—1885)
  - Нижняя Яфа — Ахмад I ибн Али аль-Афифи, султан (1841—1873)
  - Фадли — Ахмад IV бин Абдаллах аль-Фадли, султан (1828—1870)
  - Хаушаби — Мани ибн Саллам аль-Хаушаби, султан (1839—1858)
  - Шаиб — Мани аль-Саклади, шейх (ок. 1850—1880)
- Казикумухское ханство — Аглар, хан (1847—1859)
- Камбоджа — Анг Дуонг, король[англ.] (1841—1860)
- Китай (Империя Цин)  — Сяньфэн (Ичжу), император[англ.] (1850—1861)
- Кувейт — Джабер I, шейх (1814—1859)
- Лаос  —
  - Луангпхабанг  — Чантарат, король (1850—1868)
  - Тямпасак  — 
    - Буа, король (1851—1853)
    - междуцарствие (1853—1856)
- Малайзия —
  - Джохор — Али Искандар, Султан[англ.] (1835—1855)
  - Кедах — Зейнал Рашид аль-Муадзам Шах I, султан[англ.] (1845—1854)
  - Келантан — Мухаммад II, раджа[англ.](1837—1886)
  - Негери-Сембилан — Радин, ямтуан бесар (1824—1861)
  - Перак — Абдулла Мухаммад Шах, султан (1851—1857)
  - Перлис — Сайед Хуссейн, раджа (1843—1873)
  - Селангор — Мухаммад, султан (1826—1857)
  - Сетул[англ.] — Тунку Мухаммад Акиб ибн аль-Мархум Бинсу, раджа[англ.] (1843—1876)
  - Тренгану — Омар Риаят Шах, султан (1839—1876)
- Мальдивы — Мухаммад Имадуддин IV, султан (1835—1882)
- Мегрельское княжество — 
  - Давид I Дадиани, князь (1846—1853)
  - Николай Дадиани, князь (1853—1866)
- Мьянма (Бирма) —
  - Йонгве[англ.] — Сао Се Хом, Саофа[англ.] (1852—1858)
  - Кенгтунг[англ.] — Маха Хканан, саофа[англ.] (1815—1857)
  - Конбаун — 
    - Паган Мин, царь (1846—1853)
    - Миндон, царь (1853—1878)

  - Локсок (Ятсок)[англ.] — междуцарствие (1850—1854)
  - Мокме[англ.] — Ко Лан, саофа[англ.] (1844—1867, 1868—1887)
  - Монгнай[англ.] — Хкун Ну Ном, саофа[англ.] (1852—1875)
  - Монгпай[кат.] — Хкам Йон, саофа[кат.] (1836—1890)
  - Монгпон[англ.] — Хкун Лек, саофа[англ.] (1816—1860)
  - Сенви[англ.] — 
    - междуцарствие (1848—1853)
    - Сао Сенг Но Хпа, саофа[англ.] (1845—1848, 1853—1855, 1867—1869, 1874—1875, 1876—1879)

  - Сипау[англ.] — 
    - Сао Хкун По, саофа[англ.] (1843—1853)
    - Сао Кья Хтун, саофа[англ.] (1853—1858)
- Непал — 
  - Сурендра Бикрам, король (1847—1881)
  - Джанг Бахадур Рана, премьер-министр (1846—1856, 1857—1877)
- Оман — Саид ибн Султан, султан (1804—1856)
- Османская империя — Абдул-Меджид I, султан (1839—1861)
- Пакистан —
  - Бахавалпур — 
    - Садик Мухаммад Хан III, наваб (1852—1853)
    - Фатх Мухаммад Хан, наваб (1853—1858)

  - Калат — Назир Хан II, хан (1841—1857)
  - Лас Бела — Мир-хан II, хан (1830—1869, 1877—1888)
  - Сват[англ.] — Саид Акбар Шах, амир[англ.] (1849—1857)
  - Хаирпур — Али Мурад Хан, мир (1842—1894)
  - Харан — Азад, мир (1833—1885)
  - Хунза[англ.] — Газанфур Хан, мир[англ.] (1825—1863)
  - Читрал — 
    - Шах Афзал II, мехтар (1838—1853)
    - Мухтаррам Шах Катур III, мехтар (1853—1857)
- Рюкю — Сё Тай, ван (1848—1879)
- Сиам (Раттанакосин)  — Рама IV (Монгкут), король (1851—1868)
- Сикким — Цудпуд Намгьял, чогьял (1793—1863)
- Саудовская Аравия —
  - Джебель-Шаммар — Талал ибн Абдаллах Аль Рашид, эмир (1847—1868)
  - Неджд — Фейсал ибн Турки, эмир (1834—1838, 1843—1865)
- Тибет — Кхэдуп Гьяцо (Далай-лама XI), далай-лама[англ.] (1842—1856)
- Узбекистан —
  - Бухарский эмират — Насрулла, эмир (1827—1860)
  - Кокандское ханство — Худояр, хан (1844—1858, 1862—1863, 1866—1875)
  - Хивинское ханство (Хорезм) — Мухаммад Амин, хан (1845—1855)
- Филиппины —
  - Магинданао — Искандар Кудратуллах Мухаммад, султан (1830—1854)
- Чосон  — Чхольчон, ван (1849—1864)
- Шарджа  — Султан I бин Сакр аль-Касими, эмир[англ.] (1803—1840, 1840—1866)
- Япония —
  - Осахито (император Комэй), император (1846—1867)
  - Токугава Иэёси, сёгун (1837—1853)
  - Токугава Иэсада, сёгун (1853—1858)

## Америка
- Аргентина — Хусто Хосе де Урикса, временный правитель Аргентинской конфедерации (1852—1854)
- Боливия — Мануэль Исидоро Бельсу, президент (1848—1855)
- Бразильская империя — Педру II, император (1831—1889)
- Венесуэла — Хосе Грегорио Монагас, президент (1851—1855)
- Гаити — Фостен I, император (1849—1859)
- Гватемала — Рафаэль Каррера, президент (1844—1848, 1851—1865)
- Гондурас — Хосе Тринидад Кабаньяс, президент (1852—1855)
- Доминиканская Республика — 
  - Буэнавентура Баэс Мендес, президент (1849—1853, 1856—1857, 1865—1866, 1868—1874, 1876—1878)
  - Педро Сантана, президент (1844—1848, 1853—1856, 1858—1861)
- Коста-Рика — Хуан Рафаэль Мора, президент (1849—1860)
- Мексиканская республика — 
  - Мариано Ариста, президент (1851—1853)
  - Хуан Баутиста Себальос, президент (1853)
  - Мануэль Мария Ломбардини, президент (1853)
  - Антонио Лопес де Санта-Анна, президент (1833, 1834—1835, 1839, 1841—1842, 1843, 1844, 1847, 1853—1855)
- Никарагуа — 
  - Хосе Лауреано Пинеда, верховный директор (1851—1853)
  - Фруто Чаморро, верховный директор, затем президент (1853—1854)
- Новая Гранада — 
  - Хосе Иларио Лопес, президент (1849—1853)
  - Хосе Мария Обандо, президент (1853—1854)
- Парагвай — Карлос Антонио Лопес, президент (1844—1862)
- Перу — Хосе Руфино Эченике, президент (1851—1855)
- Сальвадор — Франсиско Дуэньяс Диас, президент (1851—1854, 1863—1871)
- Соединённые Штаты Америки — 
  - Миллард Филлмор, президент (1850—1853)
  - Франклин Пирс, президент (1853—1857)
- Уругвай — 
  - Хуан Франсиско Хиро, президент (1852—1853)
  - Триумвират (1853—1854)
- Чили — Мануэль Монтт, президент (1851—1861)
- Эквадор — Урбина, Хосе Мария Урбина, президент (1850—1856)

## Африка
- Аусса — Ханфаде ибн Эйдахис, султан (1832—1862)
- Ашанти — Кваку Дуа I, ашантихене (1834—1867)
- Баоль[фр.] — Маиса Тенде Дьор Самба, тень[фр.] (1842—1854)
- Багирми — Абдул Кадир II аль-Махди, султан (1846—1858)
- Бамбара (империя Сегу) — Массала Демба Диарра, битон (1851—1854)
- Бамум — Нгууо, мфон (султан)[англ.] (1818—1865)
- Бени-Аббас[англ.] — 
  - Ахмед Мокрани, султан[фр.] (1831—1837, 1838—1853)
  - Мохамед Мокрани, султан[фр.] (1853—1871)
- Бенинское царство — Адоло, оба[англ.] (1848—1888)
- Буганда — Сууна II, кабака (1832—1856)
- Буньоро — Кьебамбе IV, омукама (1852—1869)
- Бурунди — Мвези IV Гисабо, мвами (король) (1850—1908)
- Бусса[англ.] — Варуко Гажер дан Маикука, киб (1844—1862)
- Ваало[англ.] — Мьо Мбоди Малик, король (1840—1855)
- Вадаи — Изз ад-Дин Мухаммад аль-Шариф, колак (султан)[англ.] (1835—1858)
- Варсангали[англ.] — Аюль, султан[кат.] (1830—1889)
- Вогодого — Куту I, нааба (1850—1871)
- Волаитта (Велайта)[нем.] — Гобе, каво[англ.] (1845—1886)
- Газа[англ.] — Сошангане, инкоси[кат.] (1828—1858)
- Гаро (Боша) — Огата, тато[англ.] (1845—1865)
- Гвирико[англ.] — Лаганьфьела Мору, царь[англ.] (1851—1854)
- Дагомея — Гезо, ахосу (1818—1858)
- Дамагарам — Танимун дан Сулейман, султан (1841—1843, 1851—1884)
- Дарфур — Мухаммад IV Хусейн ибн Мухаммад Фадл, султан (1839—1873)
- Денди[англ.] — Коизе Бабба, аскья[англ.] (1845—1864)
- Денкира[англ.] — Кваки Фрам, денкирахене[англ.] (1851—1859)
- Джолоф — Бирьям Ма-Диген, буур-ба[англ.] (1850—1855)
- Зулусское королевство — Мпанде, инкоси (король) (1840—1872)
- Малагасийское королевство — Ранавалуна I, королева (1828—1861)
- Кайор — Майса Тенд Жор Самба Фаль, дамель (1832—1855)
- Каффа — Гави Нетшотшо, царь (1845—1854)
- Кенедугу — Даула II Ба Траоре, фаама (ок.1845—ок.1860)
- Койя — Морибу Киндо, обаи (1840—1859)
- Конго — Энрике III, маниконго[англ.] (1842—1857)
- Либерия — Джозеф Дженкинс Робертс, президент (1848—1856, 1872—1876)
- Лунда — Мулай а Намван, муата ямво (1852—1857)
- Маджиртин — Махмуд, султан (1844—1860)
- Мандара — Букар Нарбанья, султан (1842—1894)
- Марокко — Абд ар-Рахман, султан (1822—1859)
- Массина — 
  - Амаду II, ардо (альмами) (1845—1853)
  - Амаду III, ардо (альмами) (1853—1862)
- Нри[англ.] — Энвелеана I, эзе[англ.] (1795—1886)
- Руанда — 
  - Мутара II Рвогера, мвами (1802—1853)
  - Кигели IV Рвабугири, мвами (1853—1895)
- Салум — Бала Адама Ндийе, маад (1851—1854)
- Свазиленд (Эватини) — Мсвати II, нгвеньяма (король) (1840—1868)
- Сокото — Али Бабба бин Белло, султан[англ.] (1842—1859)
- Такали[англ.] — Назир, мукук[англ.] (1843—1860)
- Твифо-Хеман (Акваму)[англ.] — Дарко Яв Кума, аквамухене (1835—1866)
- Тиджания Омара ал-Хаджа — Эль-Хадж Омар, эмир (ок. 1848—1864)
- Трарза — Мохаммед аль-Хабиб, эмир (1827—1860)
- Тунис — Ахмад I ибн Мустафа, бей (1837—1855)
- Фута Торо — междуцарствие (1804—1859)
- Харар[англ.] — Ахмад III ибн Абу Бакр II, эмир[англ.] (1852—1866)
- Эфиопия — Сале Денгел, император (1832, 1832—1840, 1841—1845, 1845—1850, 1851—1855)

## Европа
- Андорра — 
  - Наполеон III, князь-соправитель (1848—1870)
  - Хосеп Кайксаль-и-Эстраде, епископ Урхельский, князь-соправитель (1853—1879)
- Бельгия —
  - Леопольд I, король (1831—1865)
  - Анри Жозеф де Бруккер, премьер-министр (1852—1855)
- Валахия — 
  - Барбу Димитрий Штирбей, господарь (1848—1853, 1854—1856)
  - русская, затем турецкая, затем австрийская военная администрация (1853—1854)
- Великобритания и Ирландия —
  - Виктория, королева (1837—1901)
  - Джордж Гамильтон-Гордон, премьер-министр (1852—1855)
- Венгрия — Франц Иосиф I, король (1848—1849, 1849—1916)
- Германский союз —
  - Австрийская империя — Франц Иосиф I, император (1848—1916)
  - Ангальт —
    - Ангальт-Бернбург — Александр Карл, герцог (1834—1863)
    - Ангальт-Дессау-Кётен — Леопольд IV, герцог (1853—1863)

  - Бавария — Максимилиан II, король (1848—1864)
  - Баден — Людвиг II, великий герцог (1852—1856)
  - Брауншвейг — Вильгельм, герцог (1830—1884)
  - Вальдек-Пирмонт — Георг Виктор, князь (1845—1893)
  - Вюртемберг — Вильгельм I, король (1816—1864)
  - Ганновер — Георг V, король (1851—1866)
  - Гессен —
    - Гессен (великое герцогство) — Людвиг III, великий герцог (1848—1877)
    - Гессен-Гомбург — Фердинанд, ландграф (1848—1866)
    - Гессен-Филипсталь-Бархфельд — Карл, ландграф (1803—1854)

  - Лихтенштейн — Алоис II, князь (1836—1858)
  -  Люксембург — 
    - Вильгельм III, великий герцог (1849—1890)
    - Жан-Жак Вильмар, премьер-министр (1848—1853)
    - Матиас Симонс, премьер-министр (1853—1860)

  - Мекленбург —
    - Мекленбург-Стрелиц — Георг, великий герцог (1816—1860)
    - Мекленбург-Шверин — Фридрих Франц II, великий герцог (1842—1883)

  - Нассау (герцогство) — Адольф, герцог (1839—1866)
  - Ольденбург — 
    - Август I, великий герцог (1829—1853)
    - Пётр II, великий герцог (1853—1900)

  - Пруссия — Фридрих Вильгельм IV, король (1840—1861)
    - Олесницкое княжество (герцогство Эльс) — Вильгельм Брауншвейгский, князь (1815—1884)

  - Рейсс-Гера — Генрих LXII, князь (1818—1854)
  - Рейсс-Грейц — Генрих XX, князь (1836—1859)
  - Саксония — Фридрих Август II, король (1836—1854)
    - Саксен-Альтенбург — 
      - Георг, герцог (1848—1853)
      - Эрнст I, герцог (1853—1908)

    - Саксен-Веймар-Эйзенах — 
      - Карл Фридрих, великий герцог (1828—1853)
      - Карл Александр, великий герцог (1853—1901)

    - Саксен-Кобург-Гота — Эрнст II, герцог (1844—1893)
    - Саксен-Мейнинген — Бернгард II, герцог (1803—1866)

  - Шаумбург-Липпе — Георг Вильгельм, князь (1807—1860)
  - Шварцбург-Зондерсгаузен — Гюнтер Фридрих Карл II, князь (1835—1880)
  - Шварцбург-Рудольштадт — Фридрих Гюнтер, князь (1807—1867)
- Греция —
  - Оттон I, король (1832—1862)
  - Антониос Криезис, премьер-министр (1849—1854)
- Дания — 
  - Фредерик VII, король (1848—1863)
  - Кристиан Альбрехт Блуме, премьер-министр (1852—1853, 1864—1865)
  - Андерс Сандё Эрстед, премьер-министр (1853—1854)
- Испания — Изабелла II, королева (1833—1868)
- Италия —
  - Модена и Реджо — Франческо V д’Эсте, герцог (1846—1859)
  - Королевство обеих Сицилий — Фердинанд II, король (1830—1859)
  - Парма и Пьяченца — Карл III, герцог (1849—1854)
  - Сардинское королевство — Виктор Эммануил II, король (1849—1861)
  - Тосканское великое герцогство — Леопольд II, великий герцог (1824—1859)
- Молдавское княжество — 
  - Григорий Гика, господарь (1849—1853, 1854—1856)
  - русская военная администрация (1853—1854)
- Монако — Флорестан I, князь (1841—1856)
- Нидерланды — 
  - Виллем III, король (1849—1890)
  - Йохан Рудольф Торбеке, премьер-министр (1849—1853, 1862—1866, 1871—1872)
  - Флорис Адриан ван Халл, премьер-министр (1853—1856, 1860—1861)
- Норвегия — Оскар I, король (1844—1859)
- Папская область — Пий IX, папа (1846—1878)
- Португалия — 
  - Мария II, королева (1828, 1834—1853)
  - Педру V, король (1853—1861)
- Сербия — Александр Карагеоргиевич, князь (1842—1858)
- Российская империя — Николай I, император (1825—1855)
- Франция — Наполеон III, император (1852—1870)
- Черногория — Данило I Петрович, князь (1852—1860)
- Чехия — Франц Иосиф I, король (1848—1916)
- Швейцария — Вильгельм Матиас Нефф, президент (1853)
- Швеция — Оскар I, король (1844—1859)

## Океания
- Гавайи — Камеамеа III, король (1824—1854)
- Таити — Помаре IV, король (1827—1877)

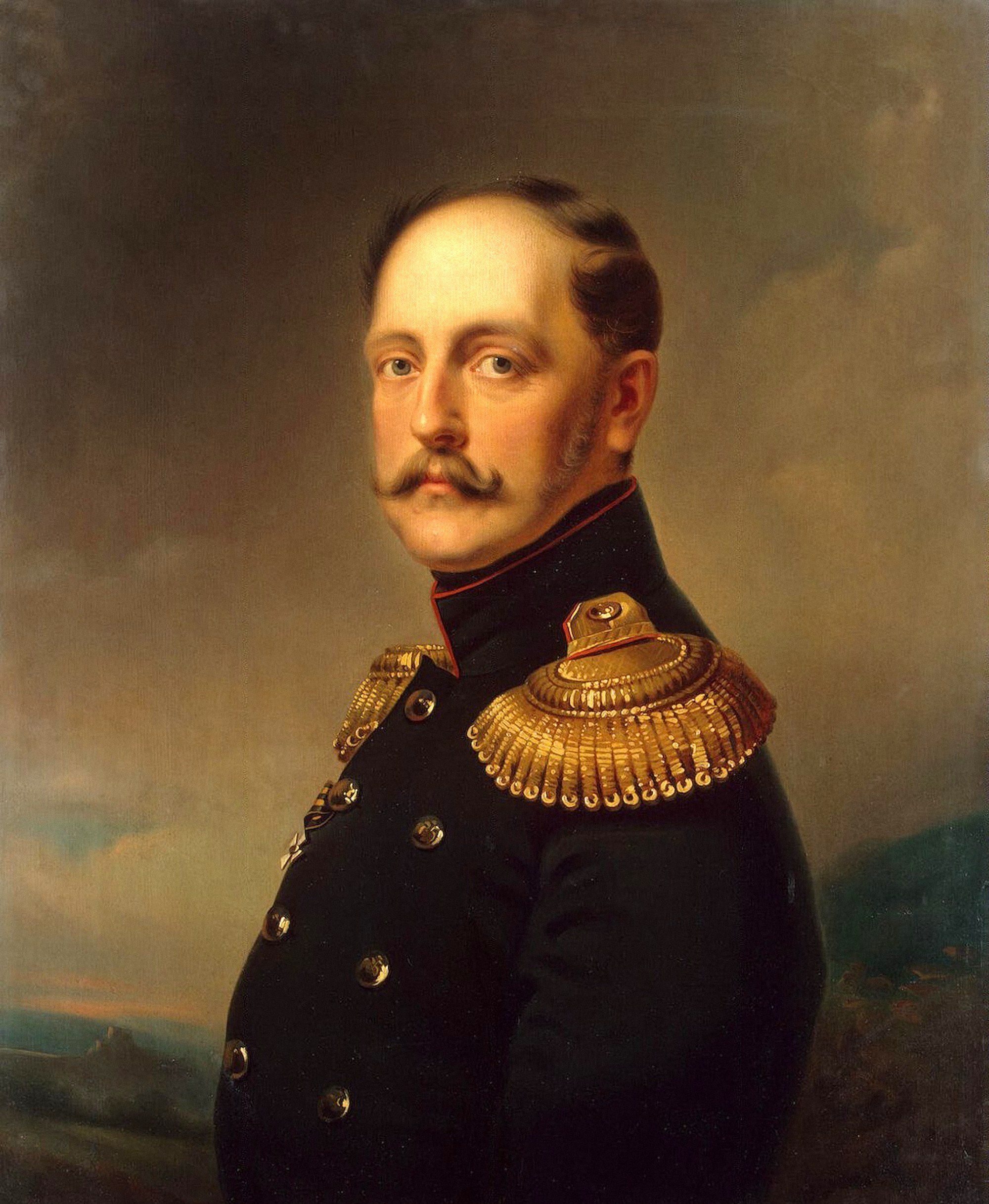
Николай I 1825-1855 Император Всероссийский
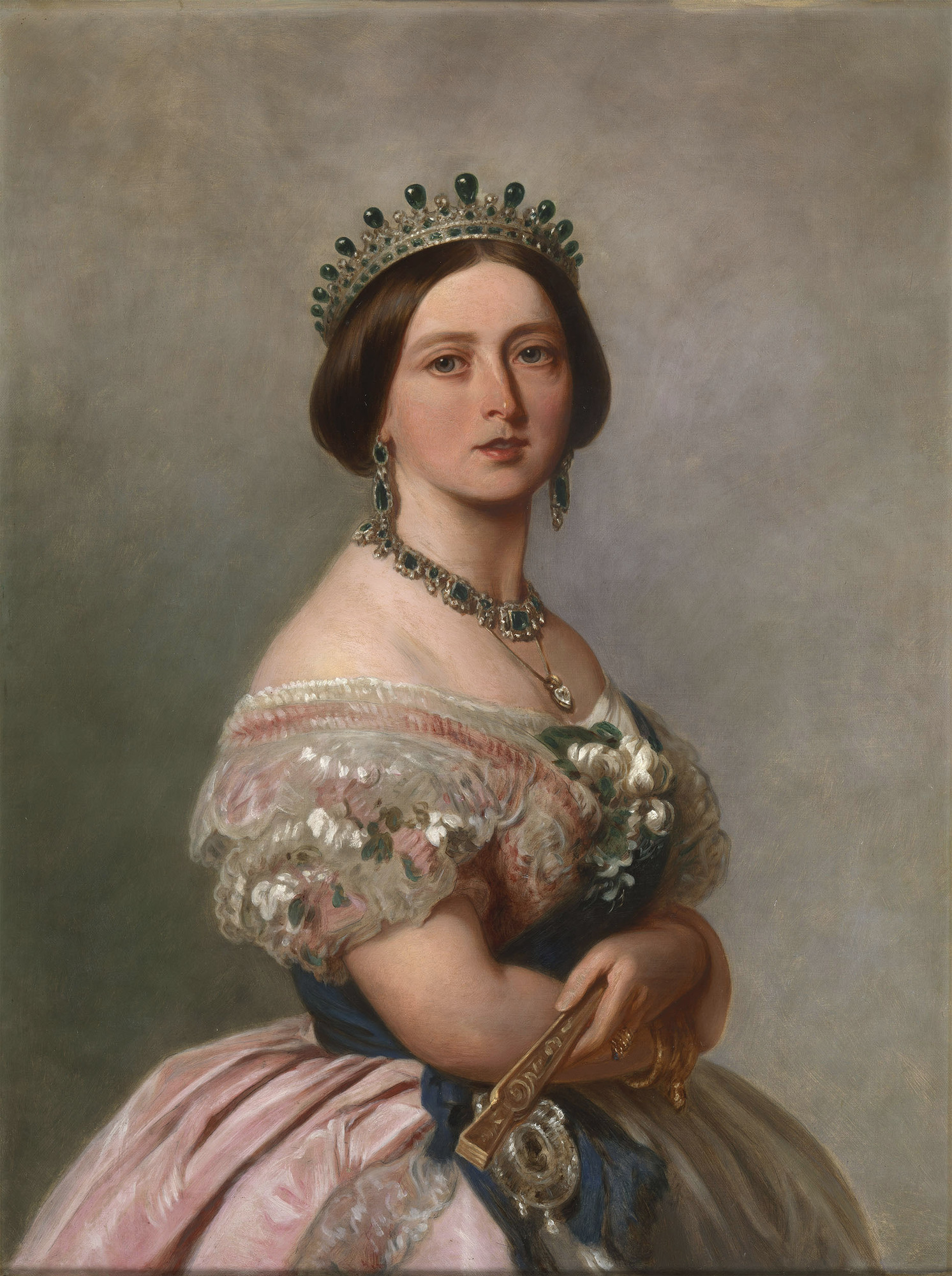
Виктория 1837-1901 Королева Великобритании
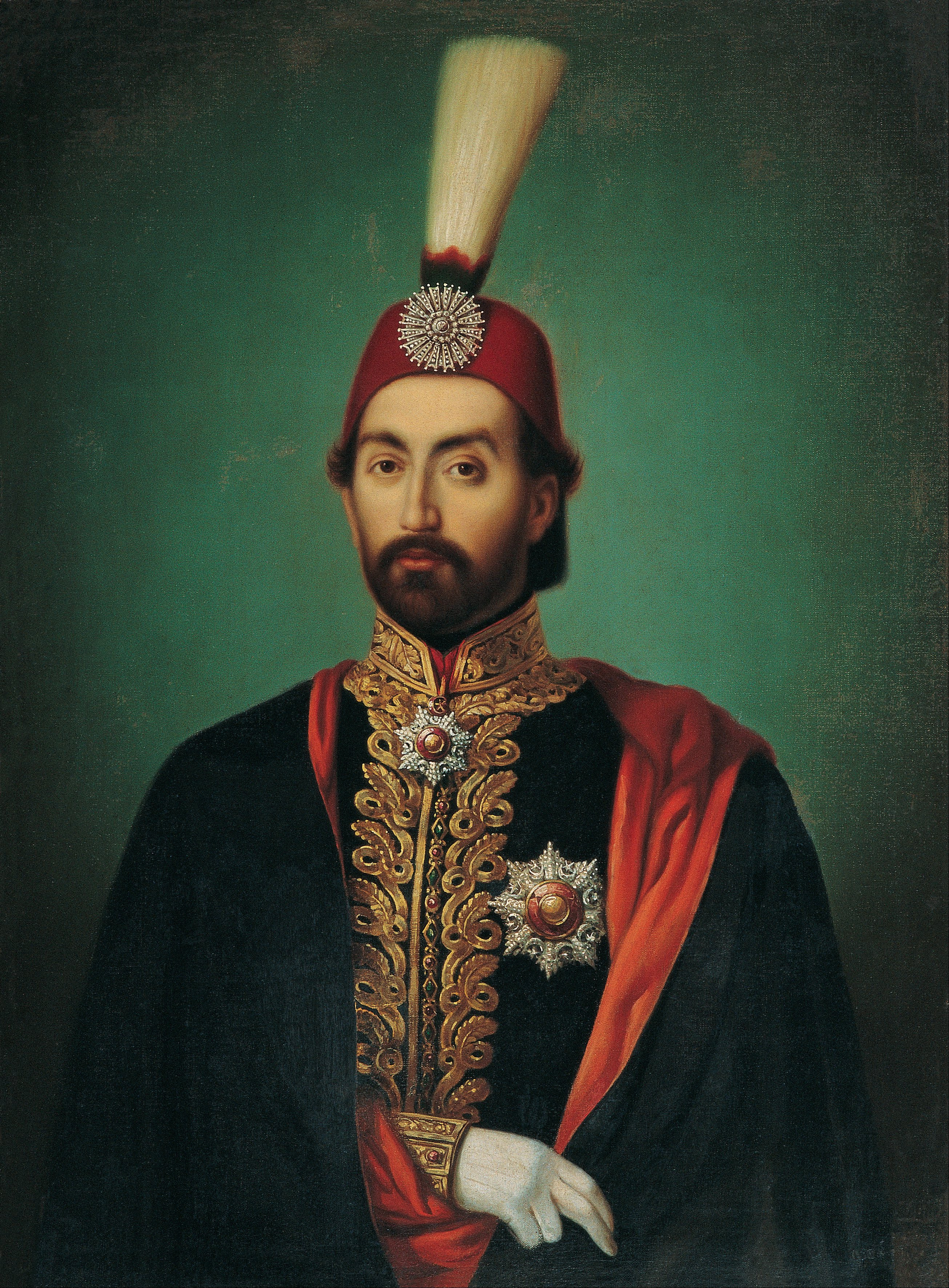
Абдул-Меджид I 1839-1861 Османский султан
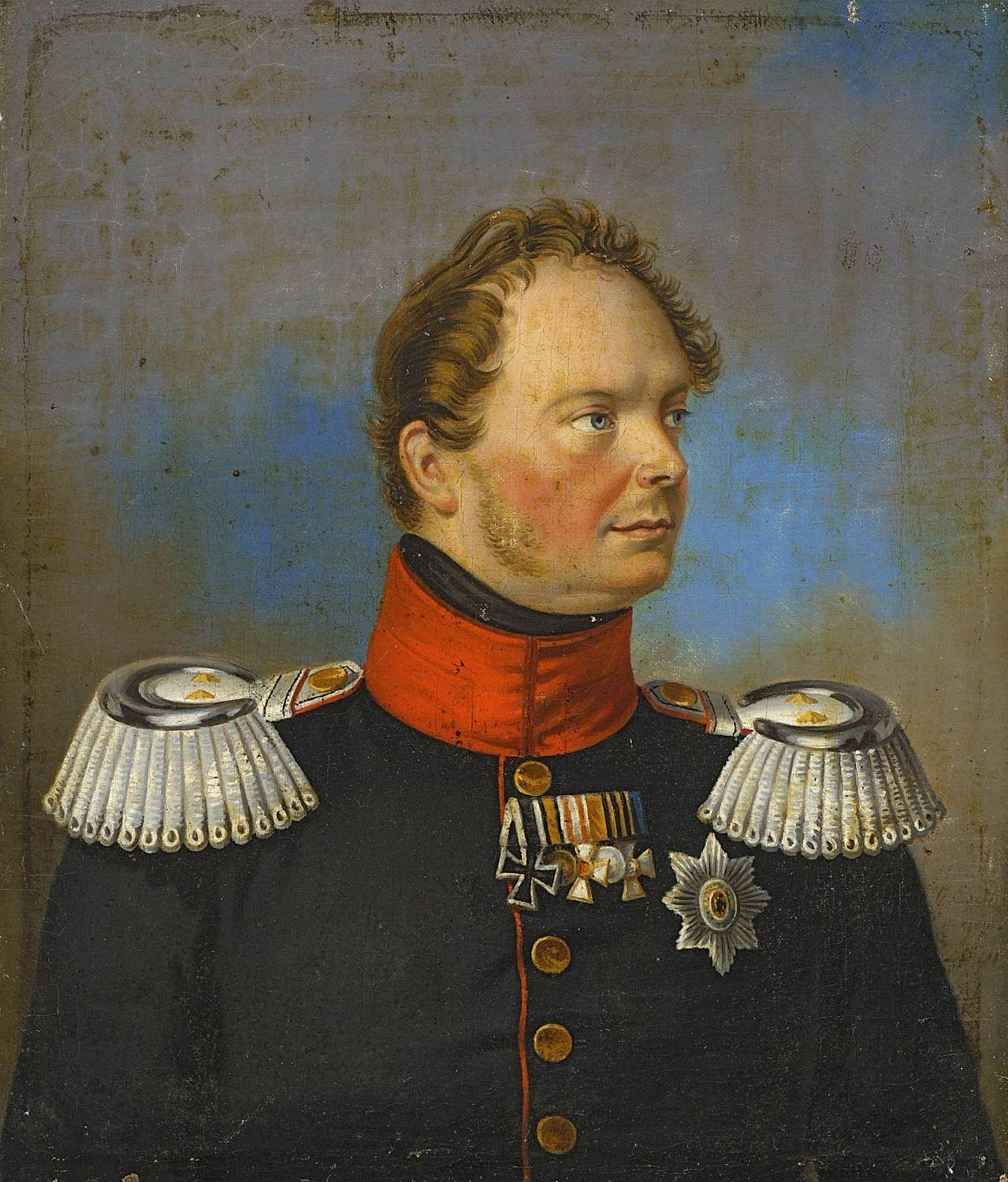
Фридрих Вильгельм IV 1840-1861 Король Пруссии
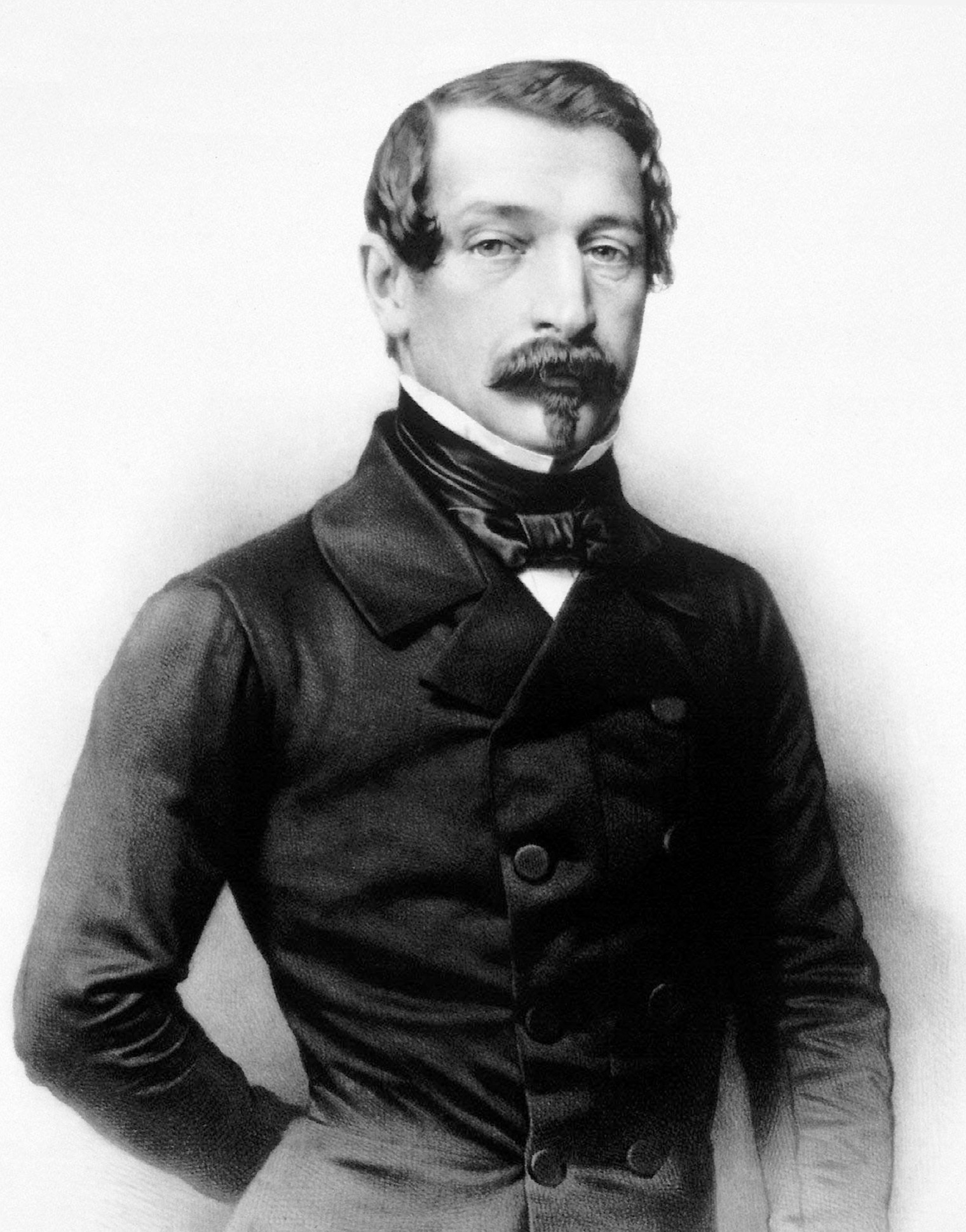
Наполеон III 1852-1870 Император Франции
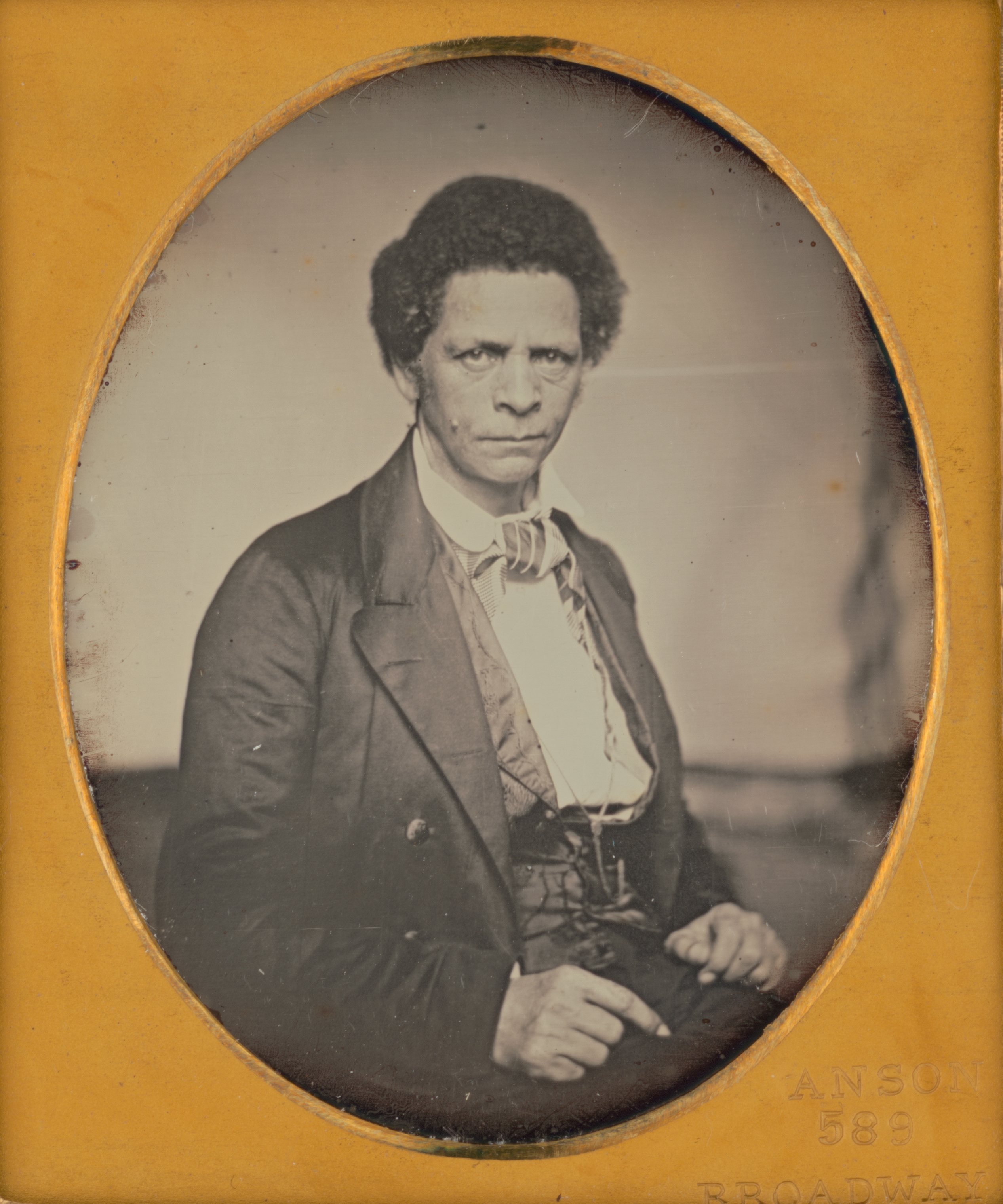
Джозеф Дженкинс Робертс 1848-1856, 1872-1876 Президент Либерии
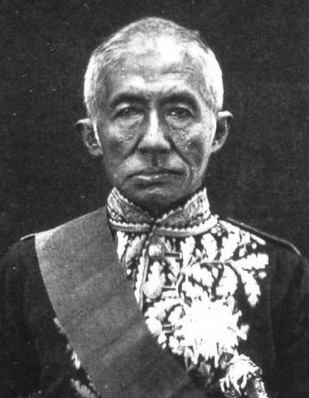
Монгкут (Рама IV) 1851-1868 Король Сиама
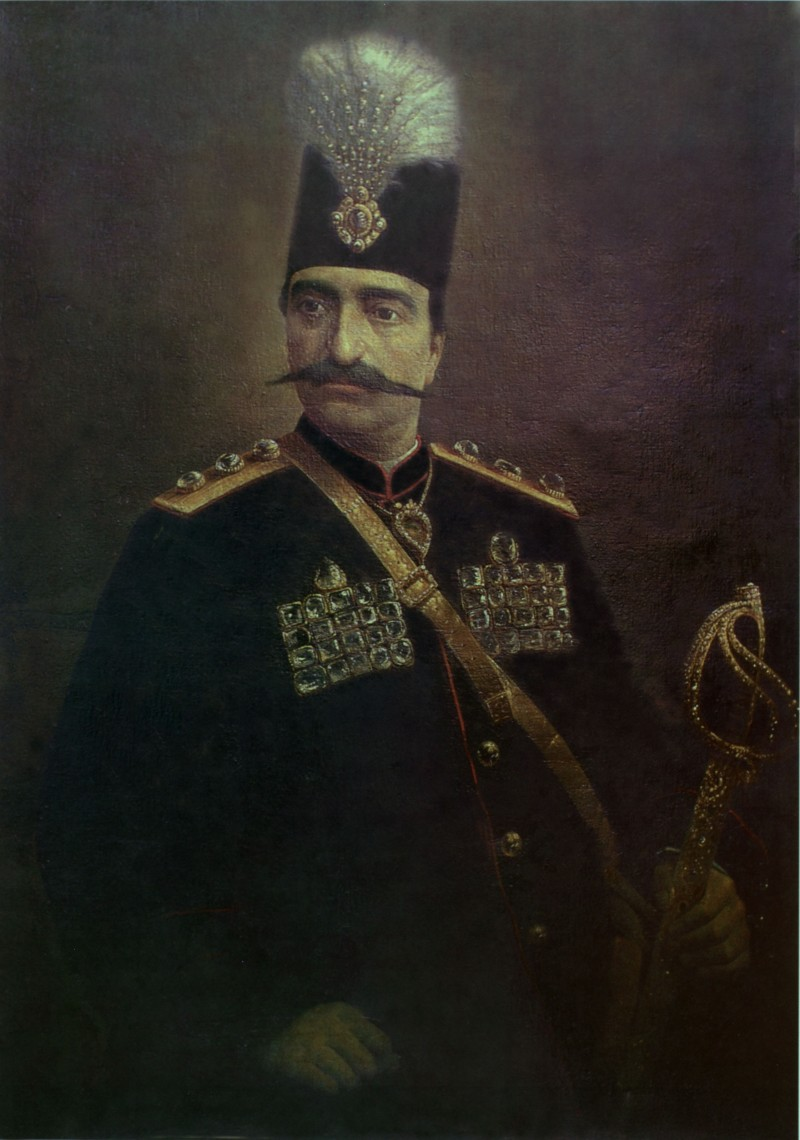
Насер ад-Дин 1848-1896 Шах Ирана
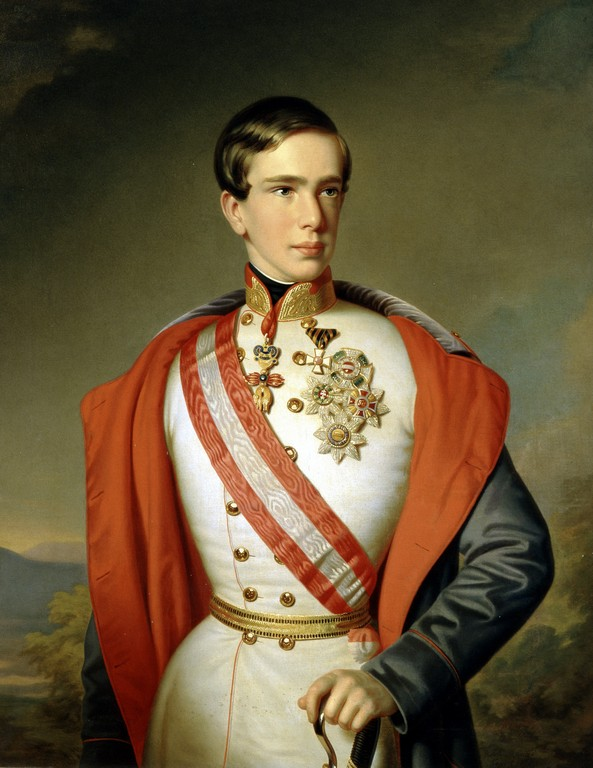
Франц-Иосиф I 1848-1916 Император Австрии, король Венгрии и Чехии
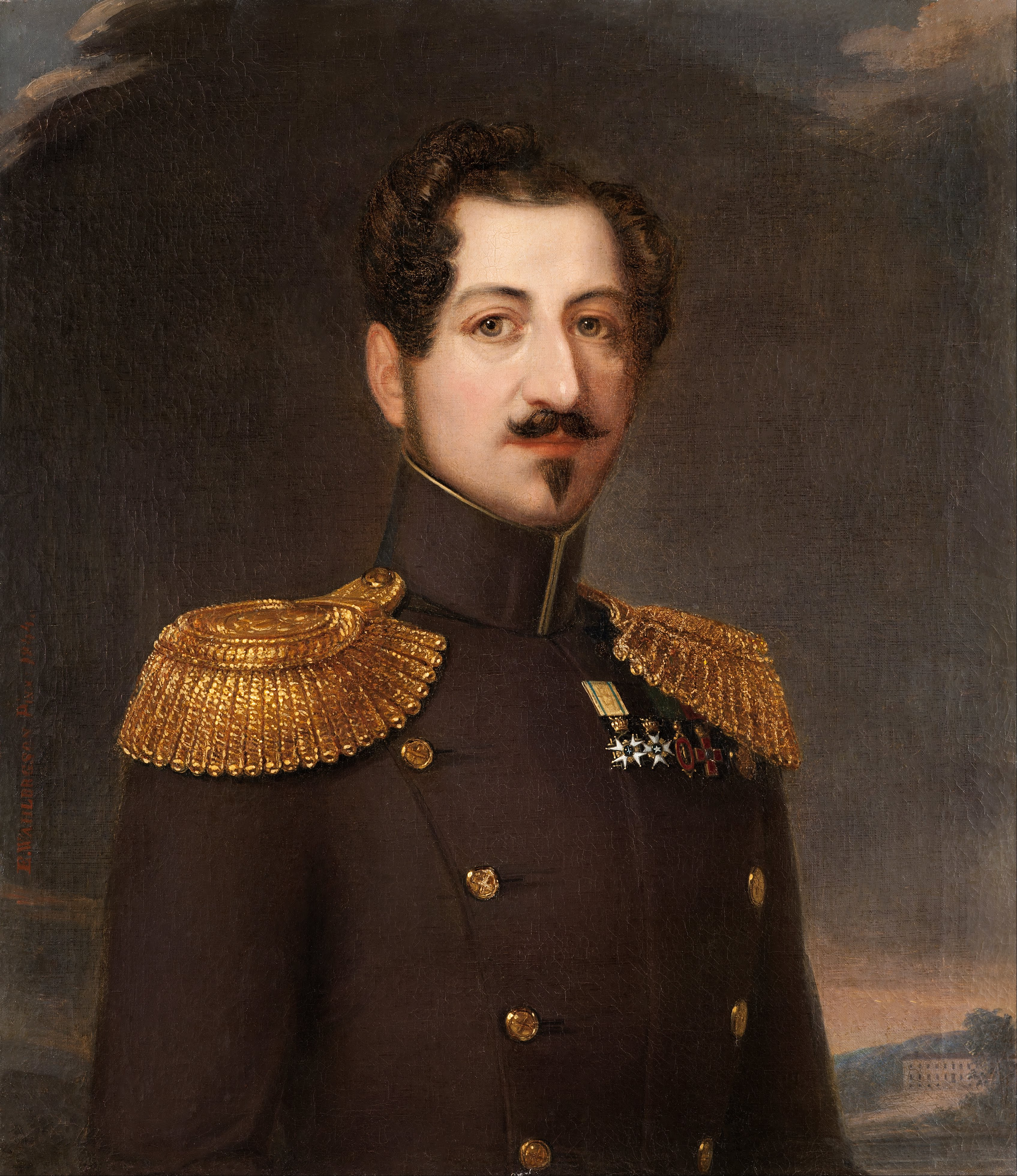
Оскар I 1844-1859 Король Швеции и Норвегии
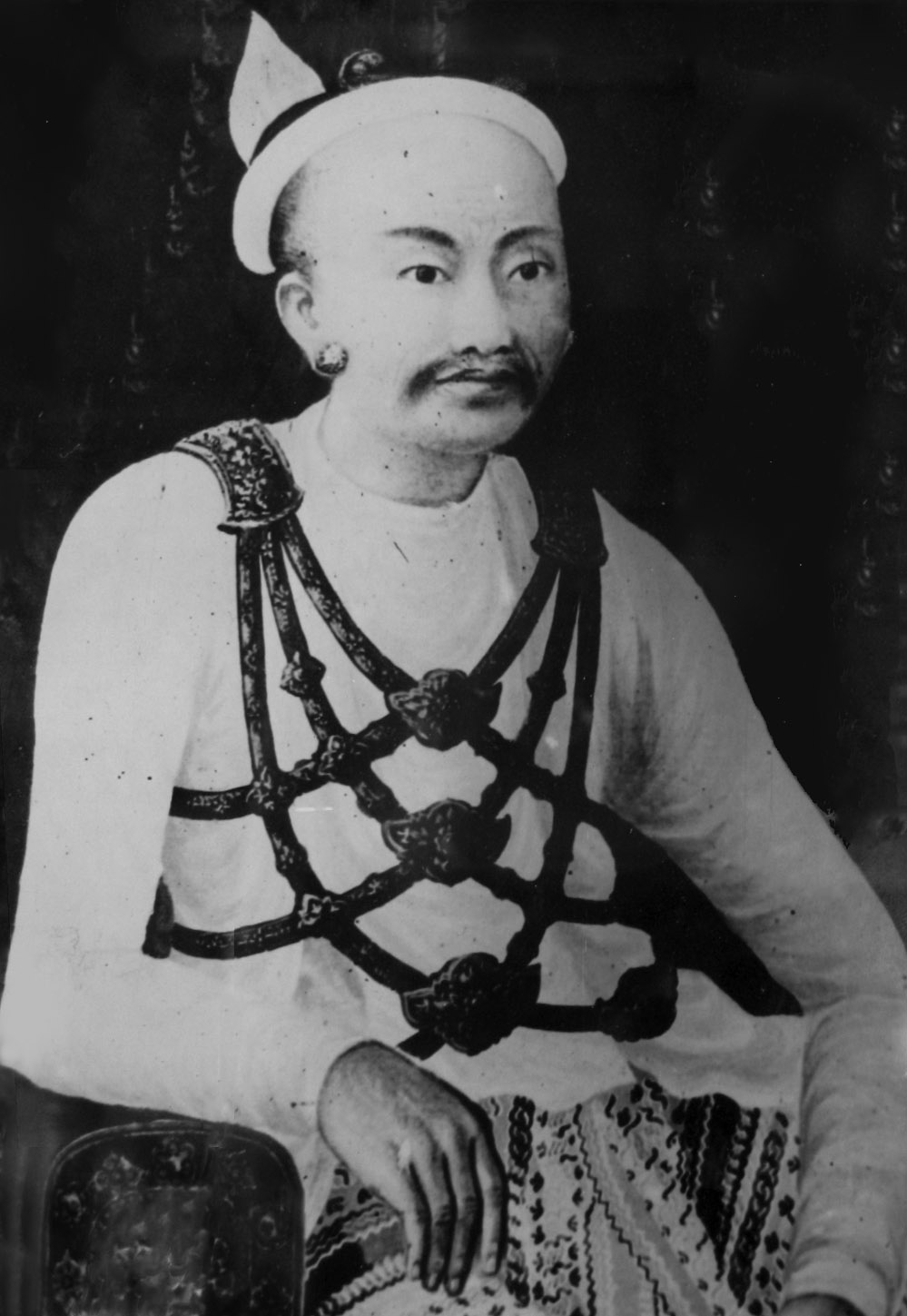
Миндон 1853-1878 Король Бирмы
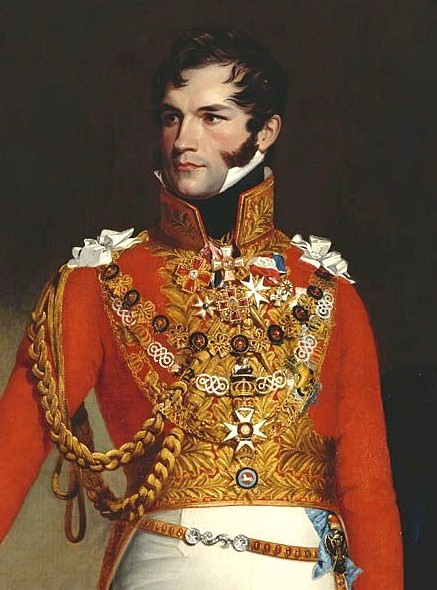
Леопольд I 1831-1865 Король Бельгии
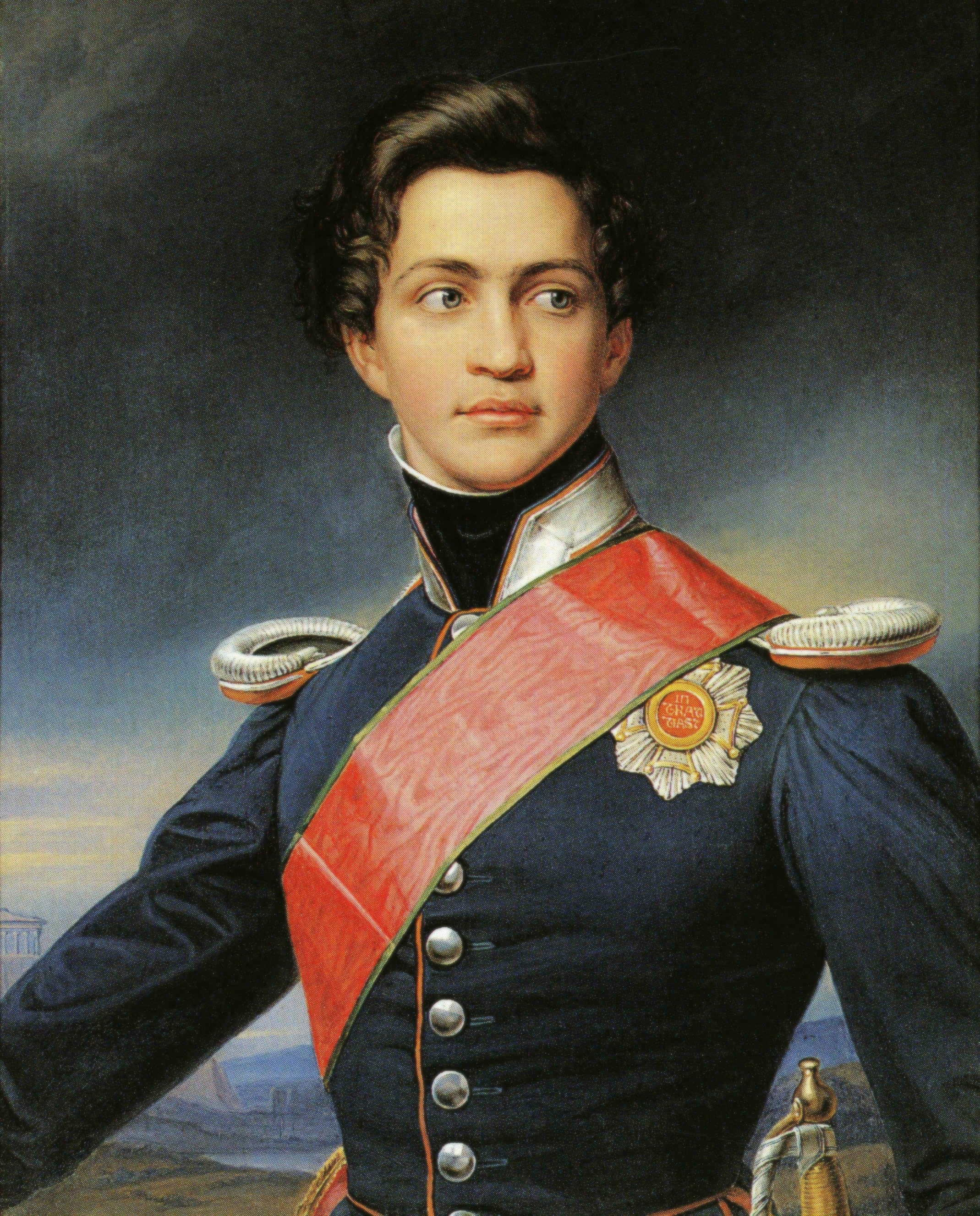
Оттон I 1832-1862 Король Греции
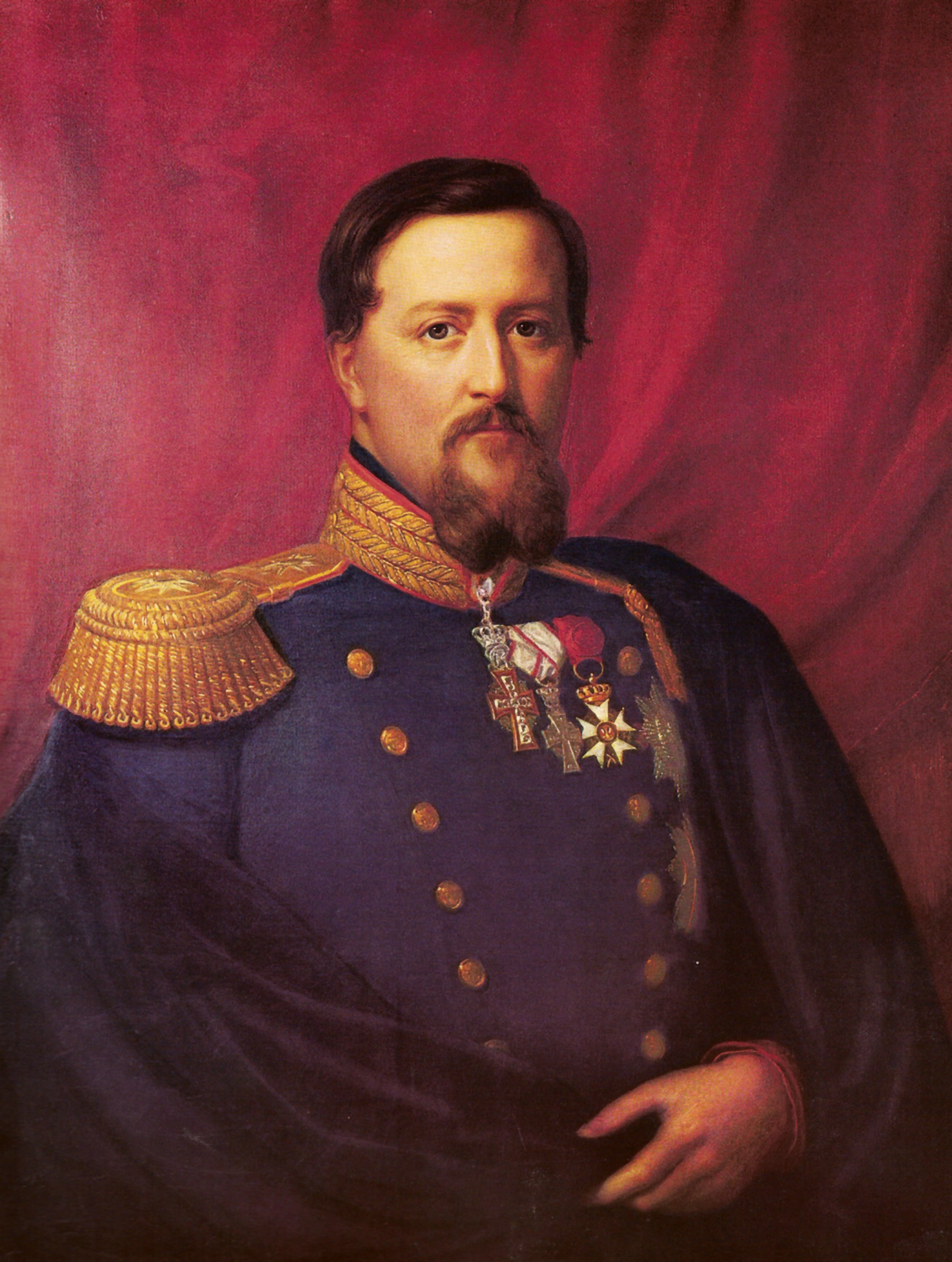
Фредерик VII 1848-1863 Король Дании
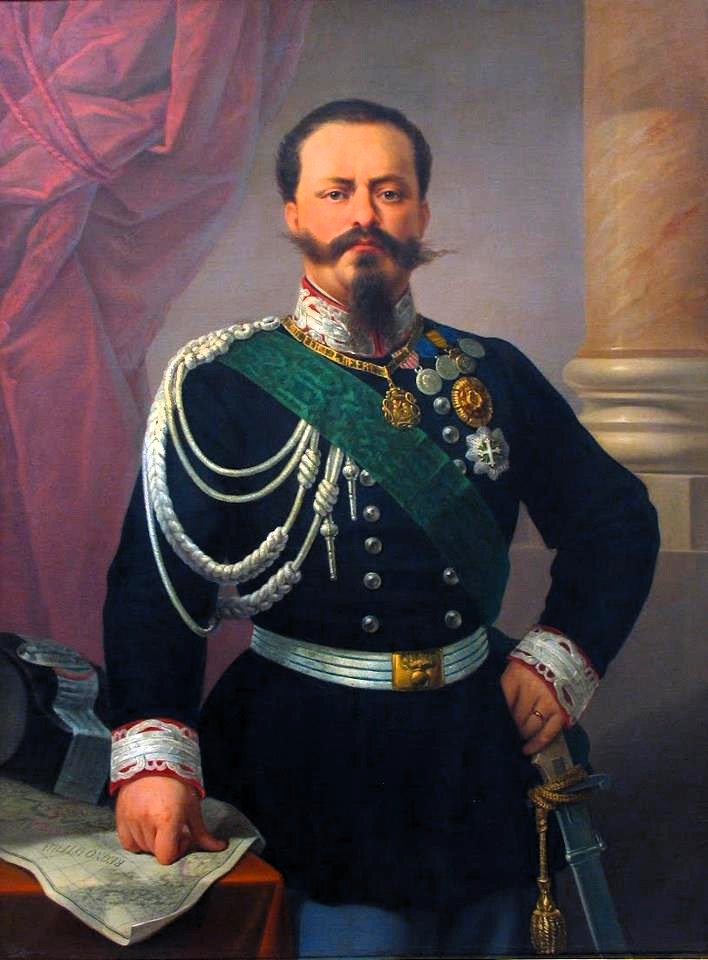
Виктор Эммануил II 1849-1861 Король Сардинии
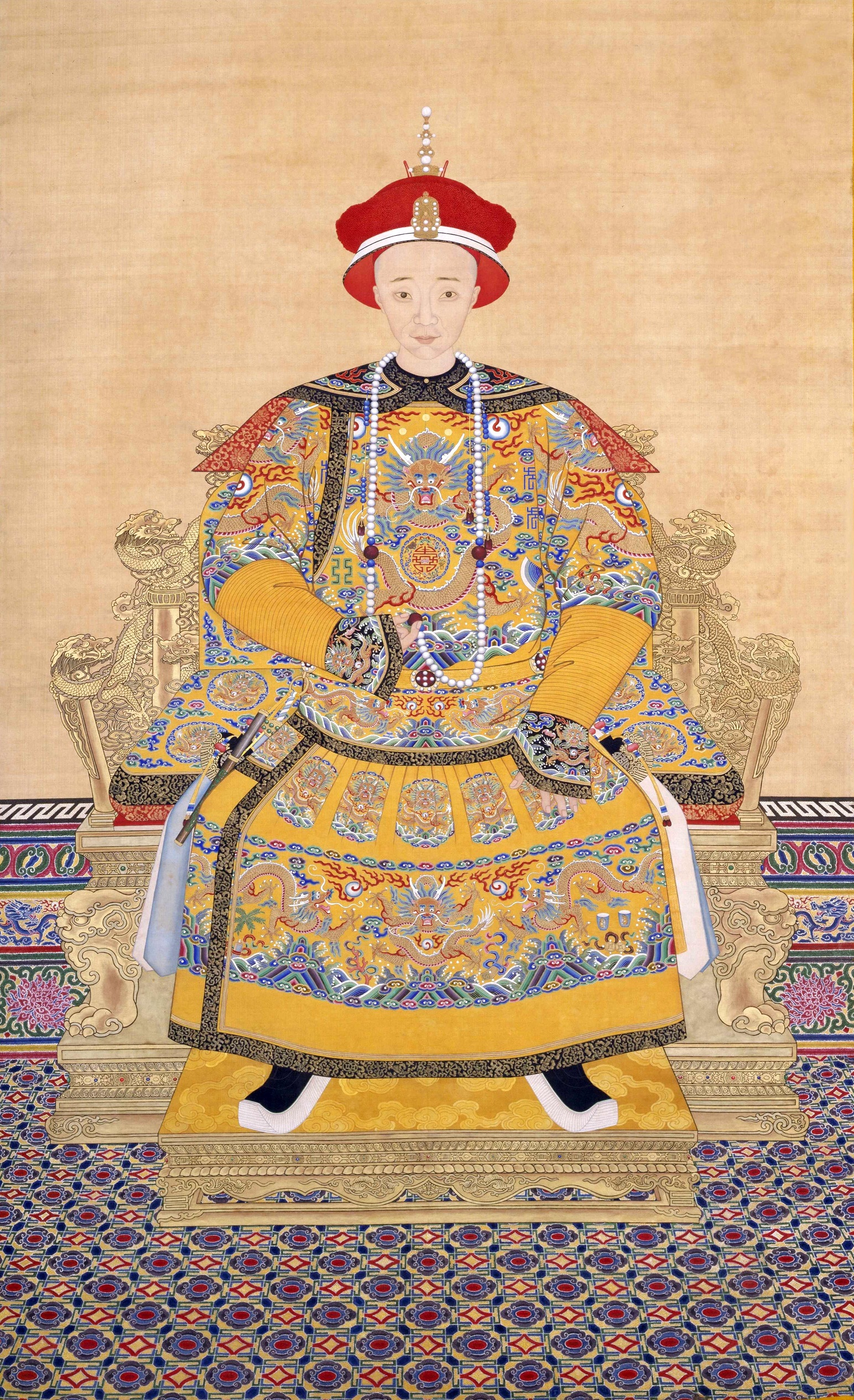
Сяньфэн 1850-1861 Император Китая (Цин)
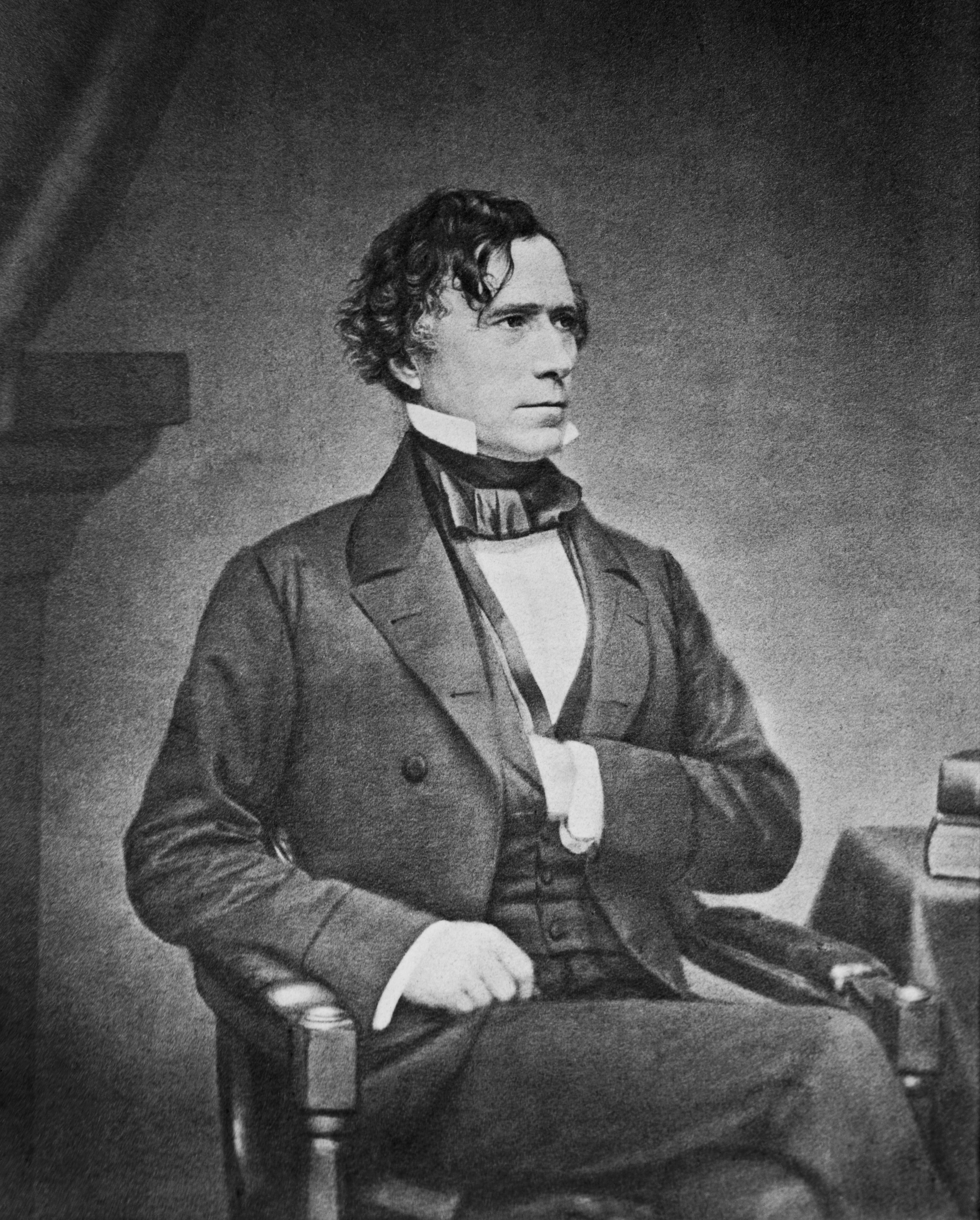
Франклин Пирс 1853-1857 Президент США
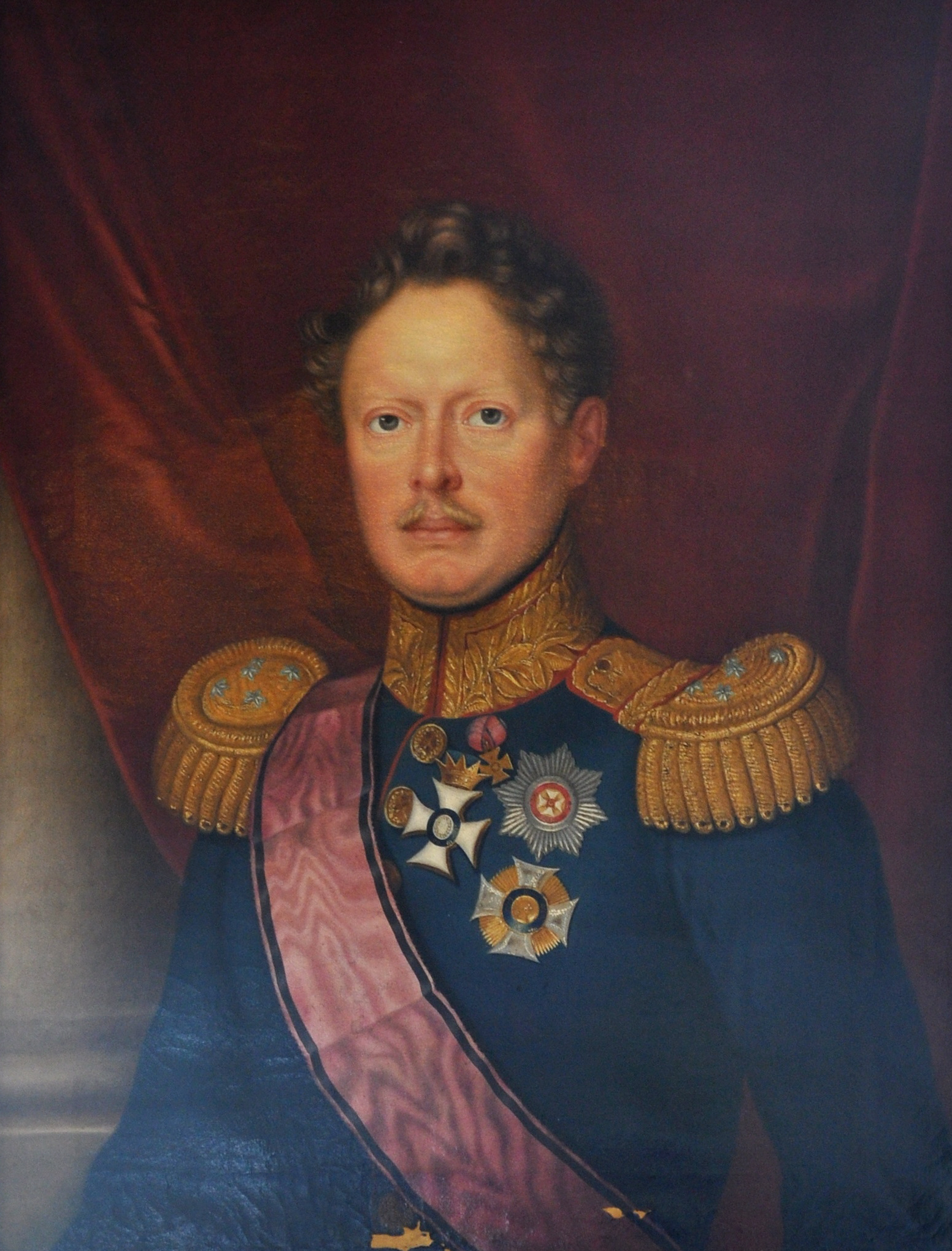
Вильгельм I 1816-1864 Король Вюртемберга
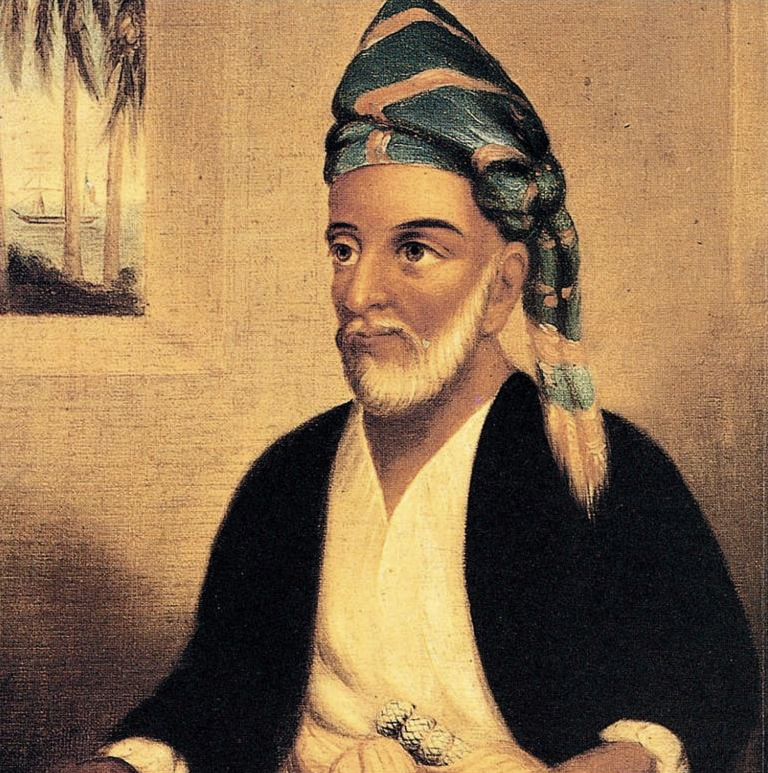
Саид ибн Султан 1804-1856 Султан Омана
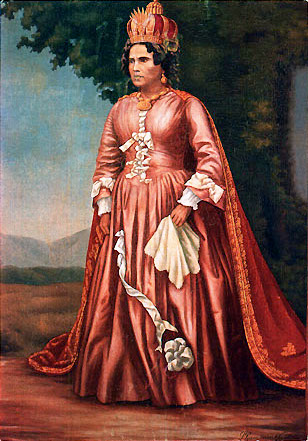
Ранавалуна I 1828-1861 Королева Мадагаскара
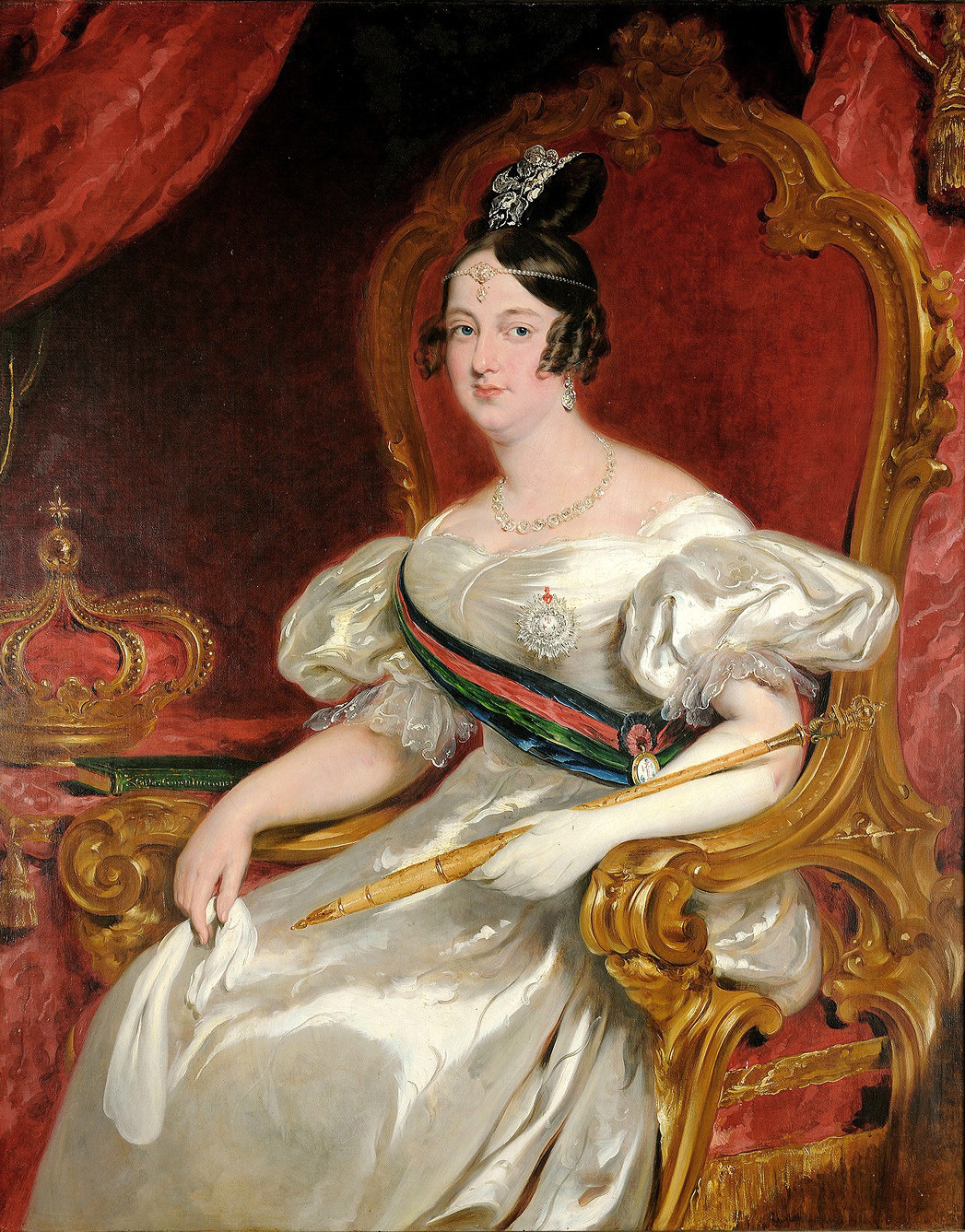
Мария II 1834-1853 Королева Португалии
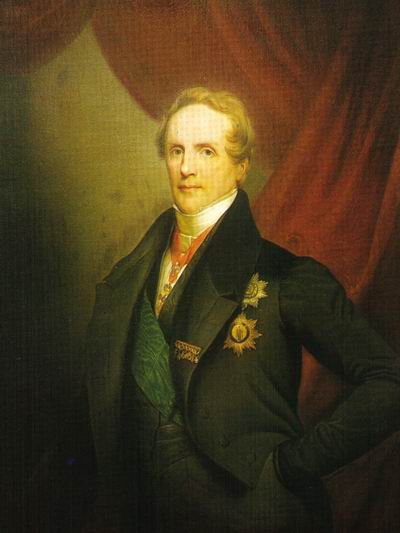
Фридрих Август II 1836-1854 Король Саксонии
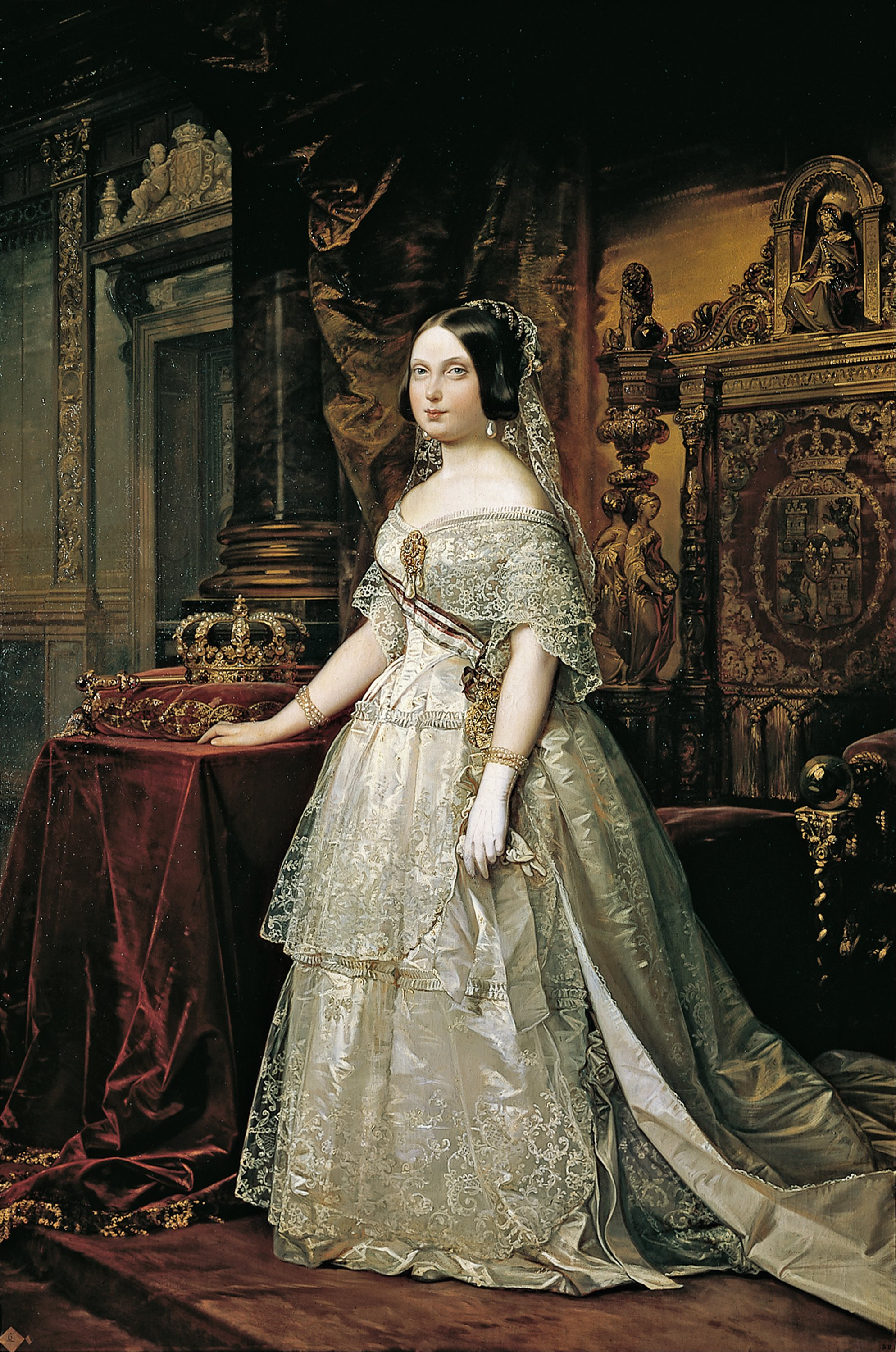
Изабелла II 1833-1868 Королева Испании
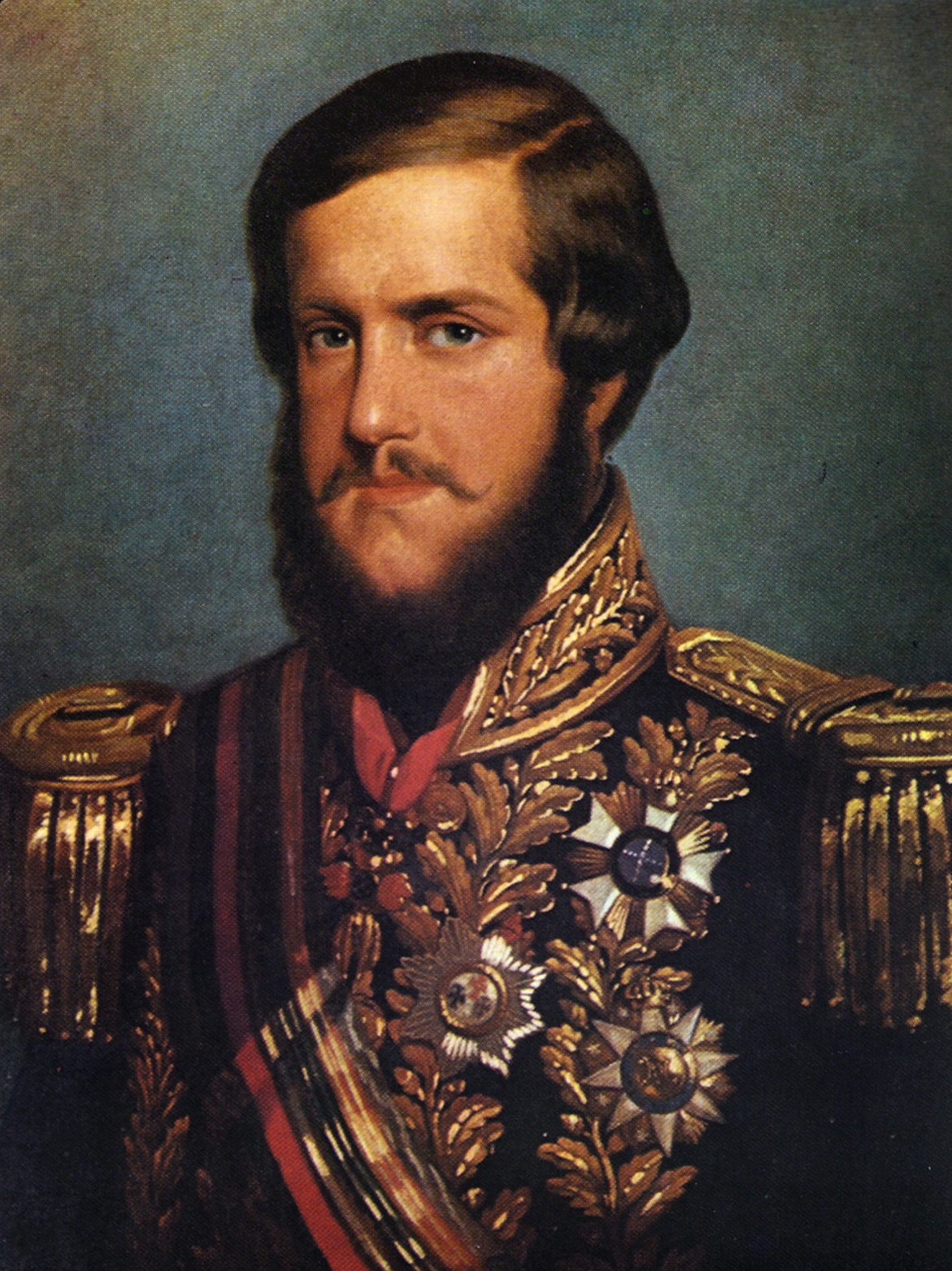
Педру II 1831-1889 Император Бразилии
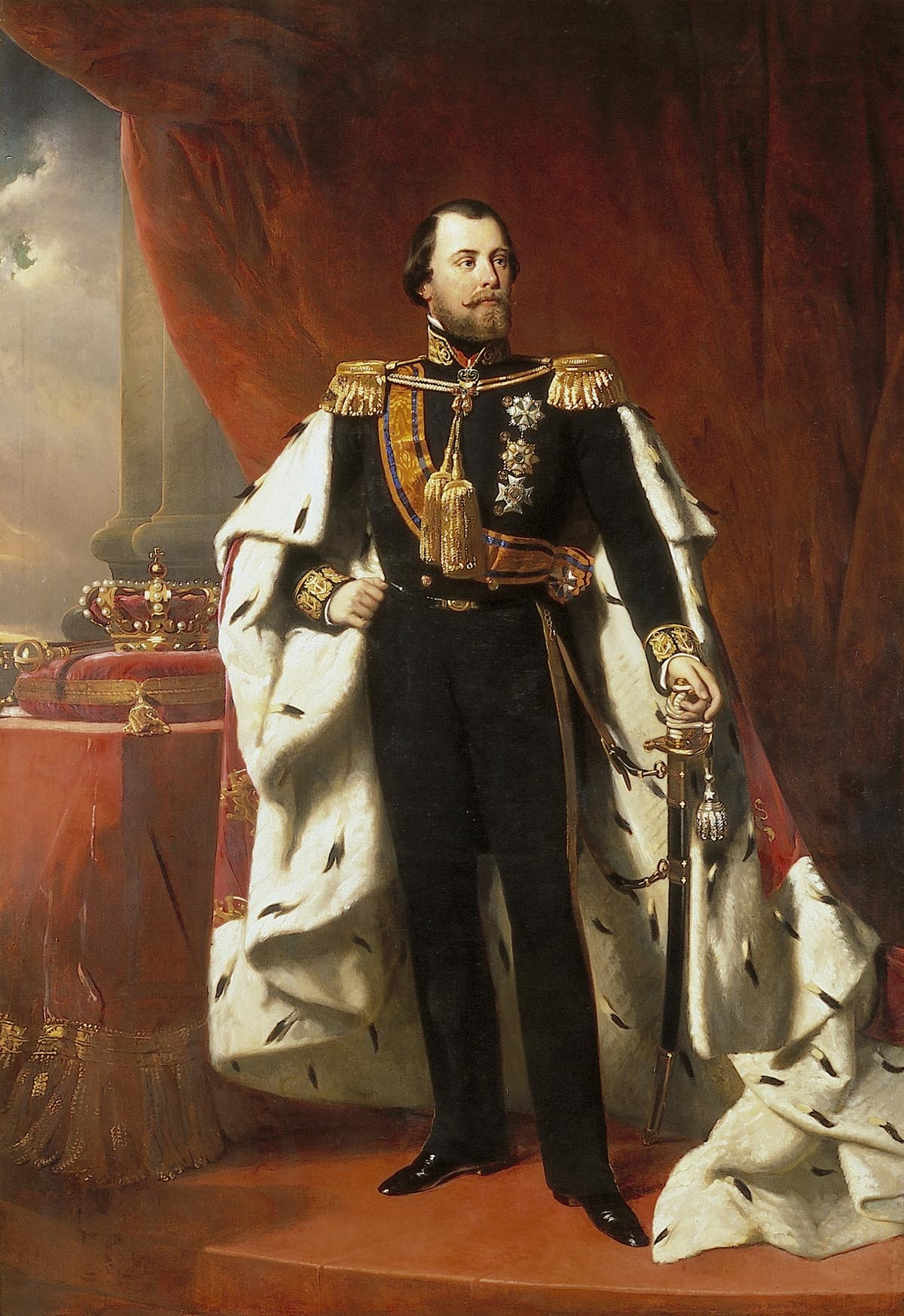
Виллем III 1849-1890 Король Нидерландов и великий герцог Люксембургский
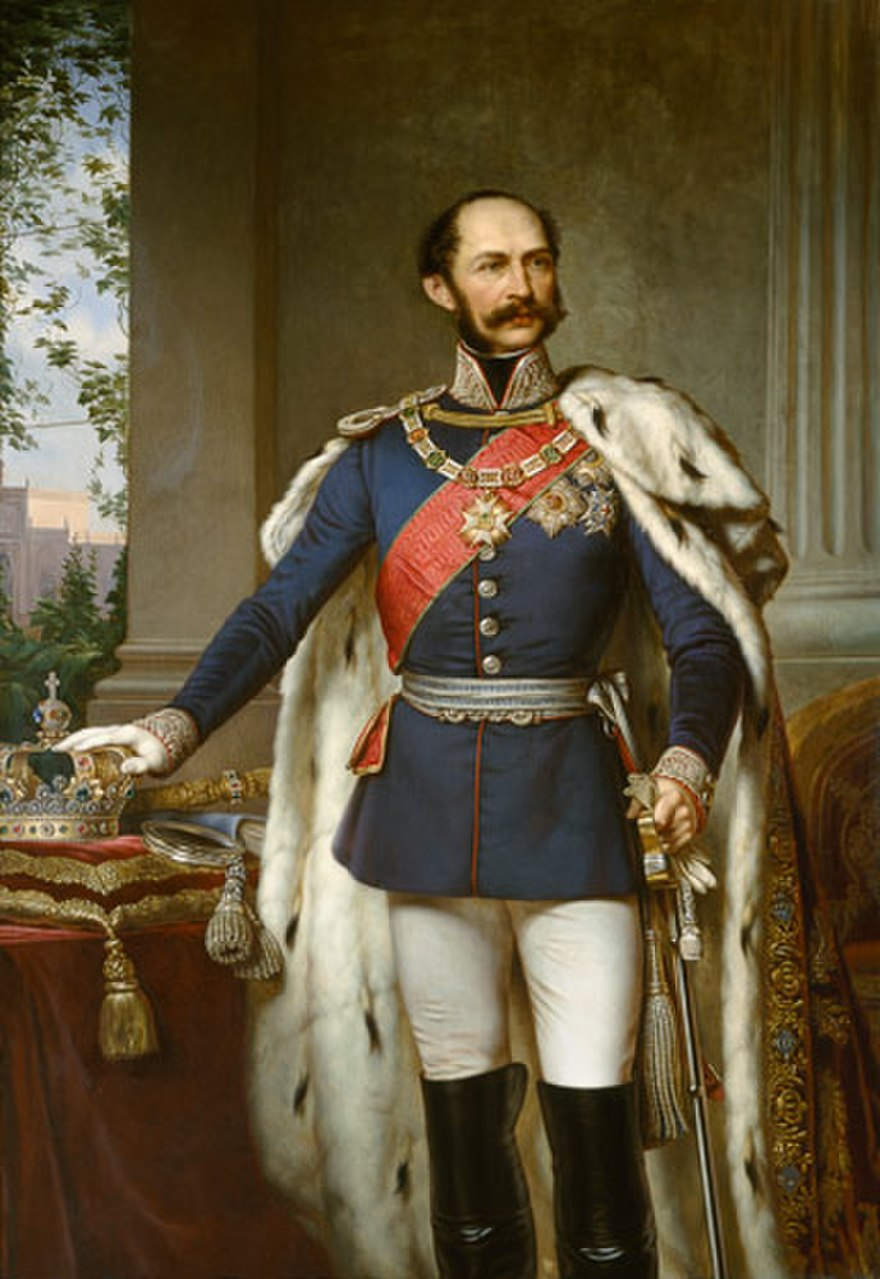
Максимилиан II 1848-1864 Король Баварии
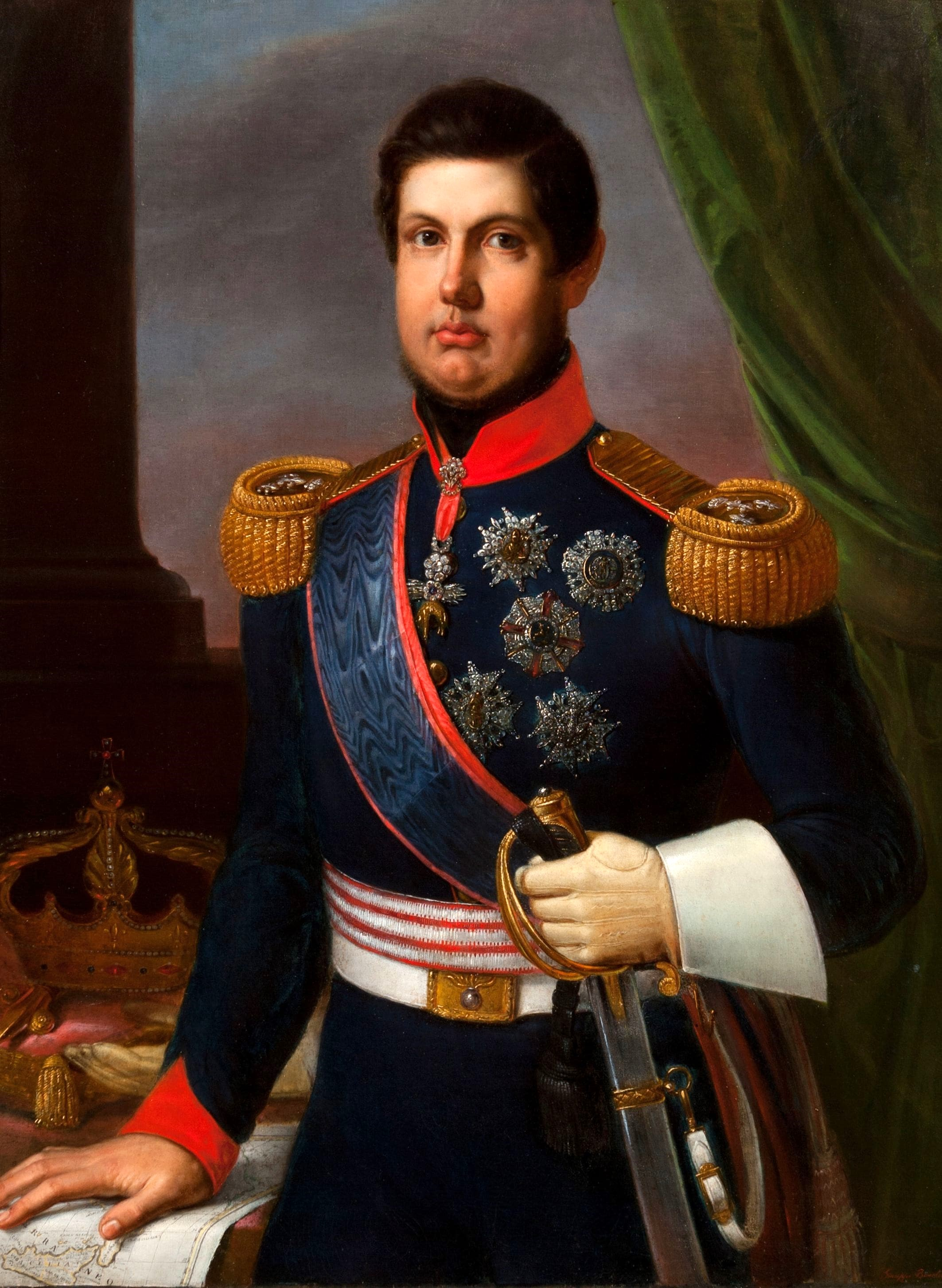
Фердинанд II 1830-1859 Король обеих Сицилий
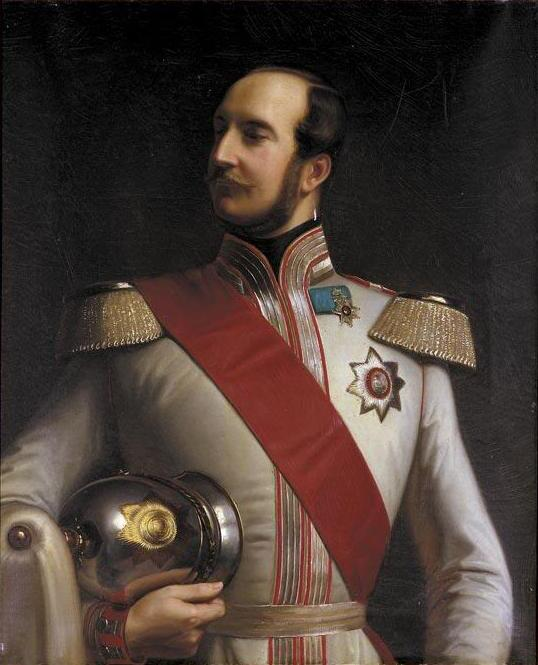
Георг V 1851-1866 Король Ганновера
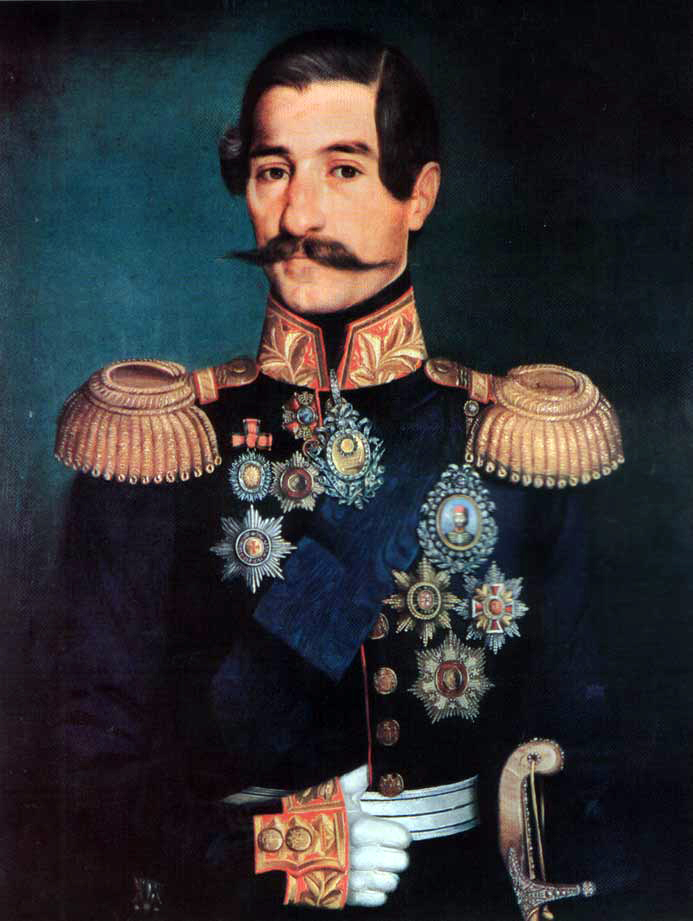
Александр Карагеоргиевич 1842-1858 Князь Сербии
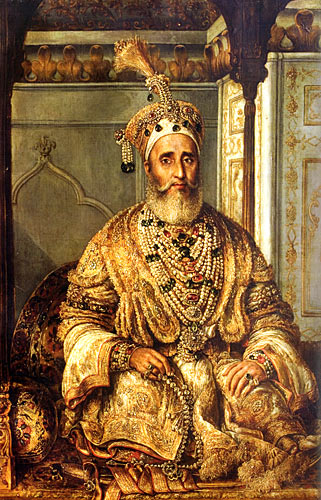
Бахадур Шах II 1837-1857 Падишах империи Великих Моголов
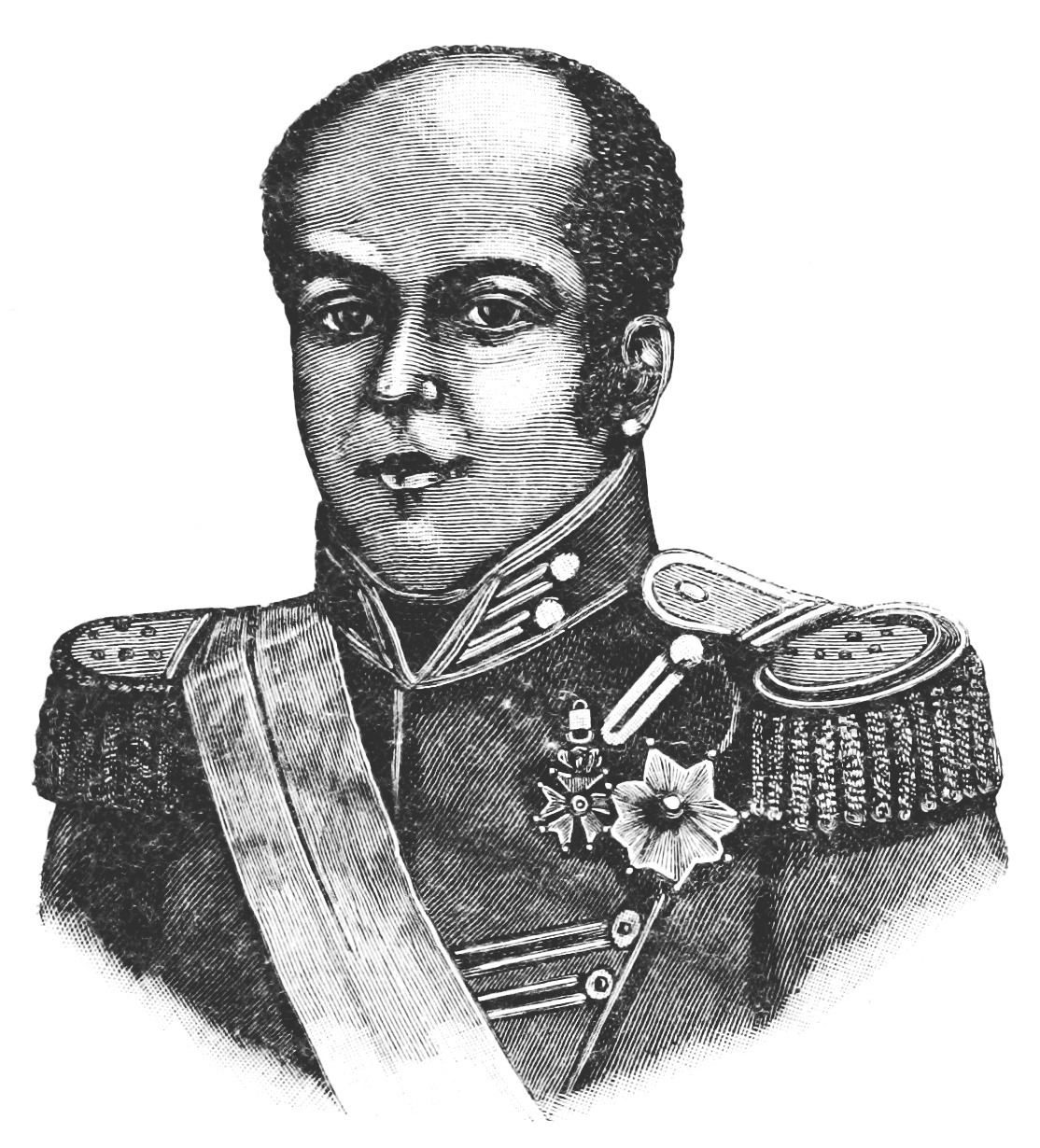
Фостен I 1849-1859 Император Гаити
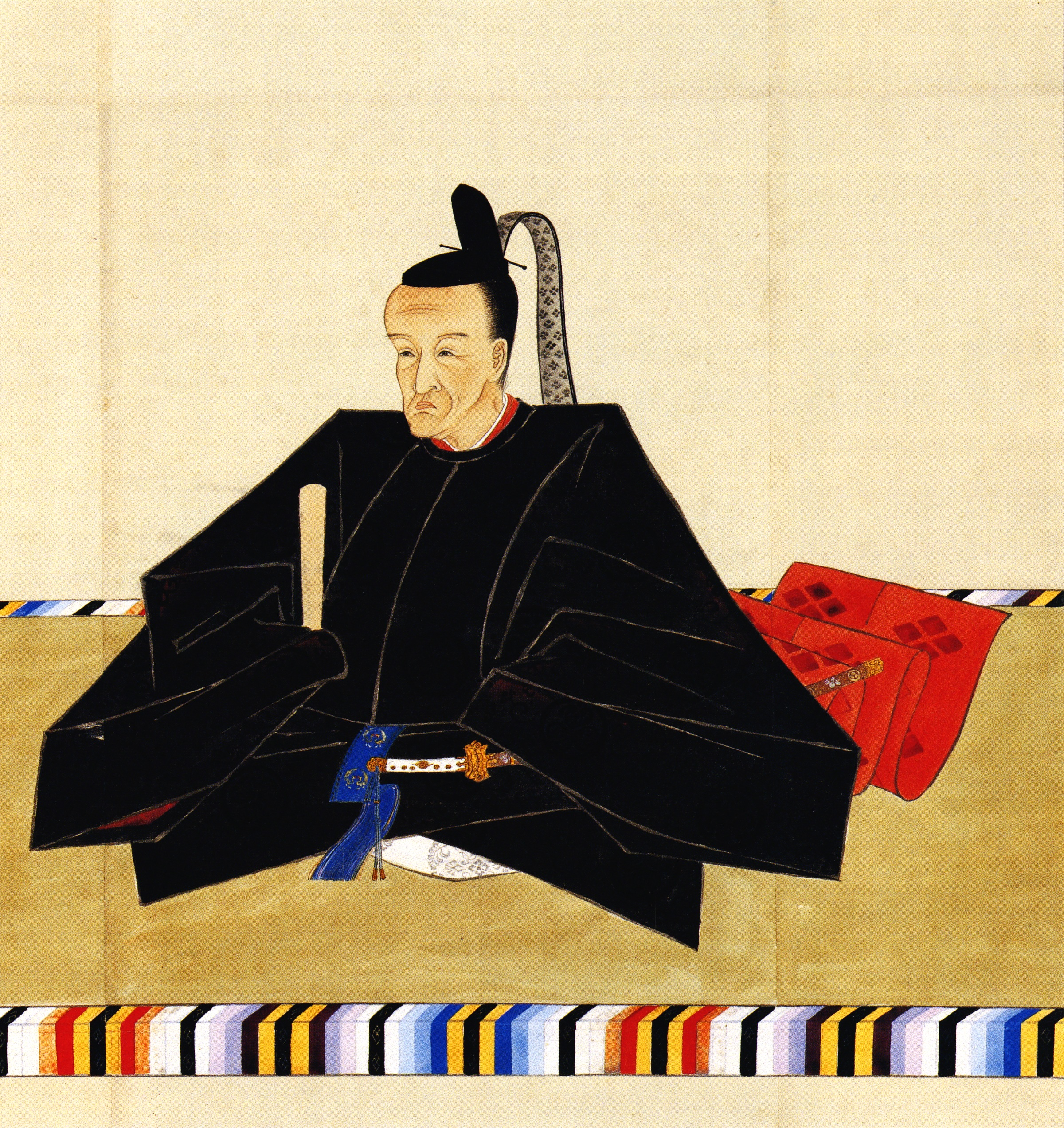
Токугава Иэнари 1837-1853 Сёгун Японии
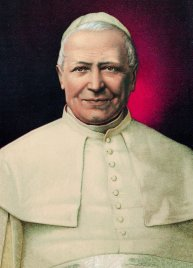
Пий IX 1846-1878 Папа Римский